# Hannah Höch
Anna Therese Johanne Höch, nota come Hannah Höch (Gotha, 1º novembre 1889 – Berlino Ovest, 31 maggio 1978), è stata un'artista tedesca poliedrica, generalmente associata al movimento Dada berlinese, di cui fece parte dal 1918 al 1922.
È conosciuta soprattutto per essere stata tra i primi artisti ad utilizzare l'arte del fotomontaggio e delle sue possibilità estetiche come tecnica e strumento di critica sociale.
Gli studi e le mostre a lei dedicate a partire dalla fine degli anni ottanta del Novecento hanno messo in discussione il suo confinamento a "brava ragazza", "Bubikopfmuse" del movimento Dada, sottolineando la vastità e l'eterogeneità della sua produzione artistica, che si estende dalla prima guerra mondiale ai primi anni settanta del Novecento.
Dai collage dada di critica al contesto sociale ed economico della Germania di Weimar e da quelli degli anni venti incentrati sul tema dell'identità e delle rappresentazioni di genere, alle parodie antinaziste dei primi anni trenta, al surrealismo durante e oltre il Terzo Reich, all'astrattismo degli anni cinquanta e sessanta, fino alla reintroduzione delle immagini femminili negli anni sessanta, Höch ha sperimentato stili e correnti artistiche diverse, utilizzando molteplici tecniche (stampe su linoleum, ricamo e intaglio, bambole dada, collage, acquerelli, pittura a olio, gouaches).
Nei suoi lavori ha trattato una varietà di temi, come il militarismo, l'industrializzazione e la tecnologia, le relazioni di genere, l'etnografia, con un focus particolare sul tema della donna "come spettacolo e spettatrice, come soggetto e oggetto", decostruendo nei suoi collage le immagini e gli stereotipi femminili ed esplorando le contraddittorie rappresentazioni della "donna nuova" diffuse nei mass media.

## Biografia
Anna Therese Johanne Höch, nota come Hannah Höch, nacque il 1º novembre 1889 a Gotha, in Germania, da una famiglia della media borghesia composta di sette persone. Il padre Friedrich Höch lavorava in una compagnia di assicurazioni ed amava molto il giardinaggio, passione che trasmise alla figlia. La madre Rosa Sachs, prima del suo matrimonio, aveva svolto l'attività di governante presso famiglie nobili; pittrice per diletto, incoraggiò Hannah ad intraprendere quest'arte.

### Prima formazione
Dal 1896 al 1904 Hannah, la maggiore di cinque fratelli, frequentò la Höhere Töchterschule a Gotha, ma all'età di 15 anni per volere dei genitori lasciò la scuola secondaria per accudire la sorella più giovane. Dopo aver lavorato un anno nell'ufficio del padre, nel 1912 si trasferì a Berlino ed iniziò la sua formazione presso la scuola privata di arti applicate a Charlottenburg, a cui i genitori l'avevano indirizzata, ritenendola, rispetto alle belle arti, un percorso professionale più sicuro e particolarmente adatto alle donne. Qui frequentò il corso di design di Harold Bengen, studiò calligrafia e pittura su vetro, decorazione su carta da parati e ricamo, ottenendo premi e riconoscimenti. Nel 1914 visitò l'esposizione del Werkbund a Colonia; allo scoppio della prima guerra mondiale lasciò la scuola e fece ritorno a Gotha, dove per un breve periodo lavorò alla Croce Rossa.
Nel 1915, tornata a Berlino, riprese gli studi alla Unterrichtsanstalt des Kunstgewerbemuseums (Scuola del Museo reale di arti applicate, una delle istituzioni che precedettero l'Università delle Arti di Berlino), che proponeva l'integrazione di "belle arti" e arti applicate, e studiò grafica con Emil Orlik, un artista jugendstil il cui lavoro era ispirato alle stampe xilografiche giapponesi, approfondendo la tecnica della xilografia e dell'incisione su linoleum. In quello stesso anno conobbe il pittore, scultore e fotografo austriaco Raoul Hausmann, che la introdusse nell'ambiente artistico berlinese e con il quale iniziò una relazione, personale e professionale, che durò sette anni.

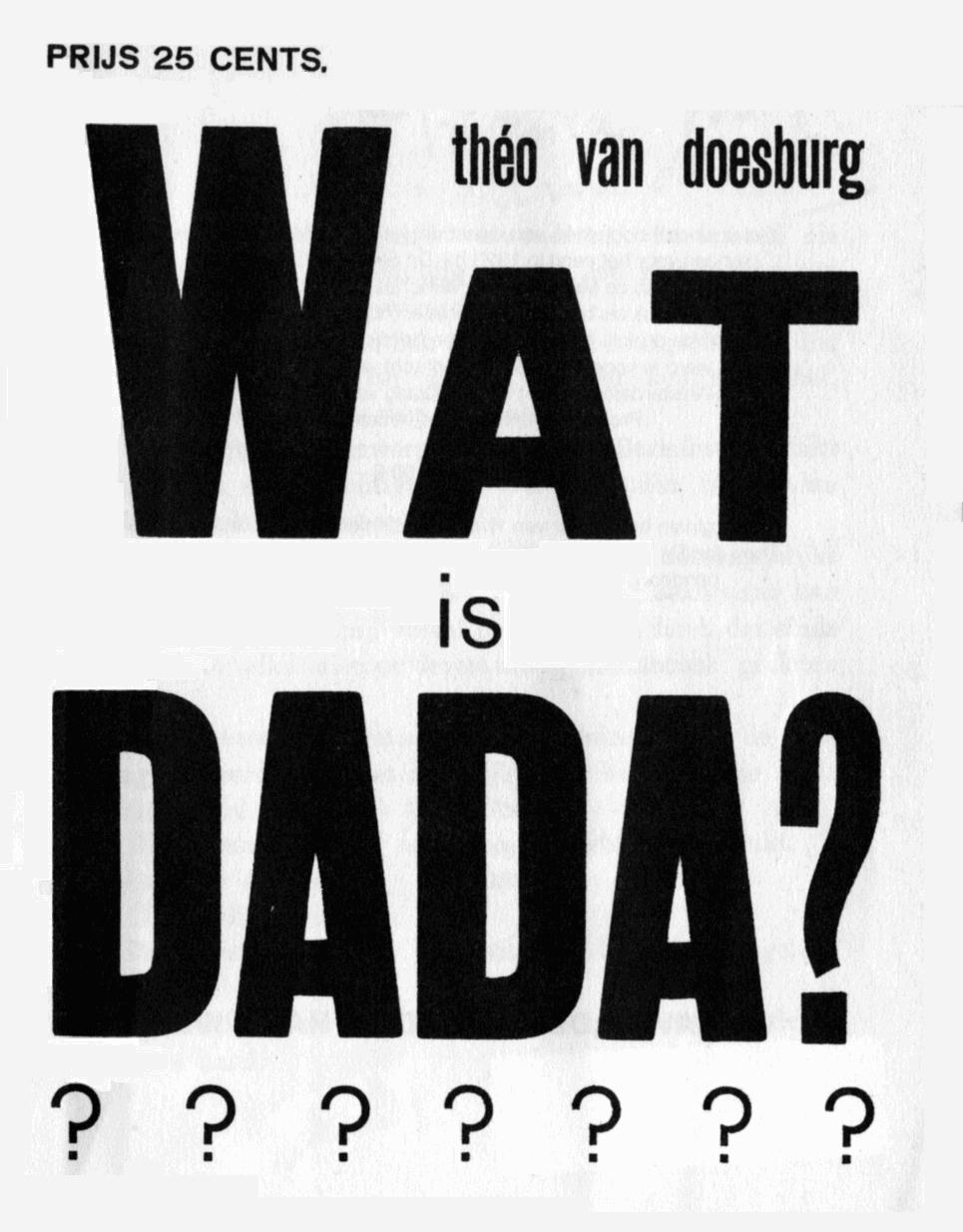
Théo van Doesburg, copertina del libro Wat is Dada? (1923)

Il rapporto con Hausmann, sposato e con una figlia, fu piuttosto turbolento e conflittuale. Il suo desiderio di poter vivere con lui non trovò realizzazione per il rifiuto di Hausmann di porre fine al suo matrimonio, istituzione alla quale, ideologicamente, egli sosteneva di opporsi. Nel 1920 Hannah scrisse “una breve storia caustica” intitolata Der Maler (Il pittore), in cui, prendendo di mira il sessismo alla base del radicalismo dada, ma anche lo stesso atteggiamento del compagno, da lei ritenuto ipocrita nei confronti dell'emancipazione femminile, parlò di “un'artista sprofondato in un'intensa crisi spirituale quando sua moglie gli chiedeva di lavare i piatti”.
Dal 1916 al 1926 Höch lavorò tre giorni alla settimana presso l'editore Ullstein che svolgeva un ruolo importante nello sviluppo e nella divulgazione della riviste illustrate in Germania, come designer di modelli per tessuti ricamati e in pizzo, pubblicati in libri o riviste femminili di moda, fra cui Die Dame e Die Praktische Berlinerin, utilizzando spesso come base ritagli di giornali. Pubblicò anche disegni e articoli su Stickerei-und Spitzen-Rundschau (Rassegna di ricami e merletti), rivista mensile che diede un notevole contributo al riconoscimento sociale dell'artigianato femminile. L'esperienza maturata in questo ambito venne messa a frutto nelle sue successive opere, che spesso inclusero orditi, disegni di tessuti, o addirittura ricami stessi, come nel collage Staatshäupter (Capi di stato, 1919-20), uno dei collage "politici" del periodo, ritraente il ministro della Difesa Gustav Noske e il presidente del Reich Friedrich Ebert in costume da bagno, con ai bordi un ricamo termoadesivo e il disegno di una donna con parasole in mezzo ad una natura lussureggiante.
La sua prima opera astratta sopravvissuta è un collage del 1916 intitolato Weiẞe Wolke (Nuvola bianca), per la cui composizione l'artista utilizzò carta e frammenti di “Abdeckschablonen”, dei sottoprodotti del processo utilizzato nella preparazione delle xilografie. In questo stesso periodo, l'incontro di Höch con l'espressionismo può essere colto in alcune incisioni su linoleum e nella produzione di arte decorativa, in particolare nei suoi disegni per tessuti stampati.
Il suo primo successo artistico si realizzò l'anno successivo, quando la sua incisione su legno Prophet Matthäus venne pubblicata nella rivista d'arte Das Kunstblatt, uno dei maggiori periodici espressionisti tedeschi.

### Il fotomontaggio e l'esperienza dada (1918-1922)
Nell'agosto del 1918 Höch e Hausmann fecero un viaggio ad Heidebrink, un piccolo villaggio di pescatori nell'isola di Usedom sul mar Baltico, dove vennero attratti da un tipo popolare di litografia a colori presente in molte case; per personalizzare una generica foto che riprendeva un granatiere sullo sfondo di una caserma, vigeva l'usanza di incollare, al posto della testa, il ritratto di coloro che avevano svolto il servizio militare. Questo lavoro di assemblaggio, a detta di Hausmann, li avrebbe ispirati all'idea del fotomontaggio, così chiamato "di comune accordo con George Grosz, John Heartfield, Johannes Baader e Hannah Höch"; sempre a detta di Hausmann, tale tecnica sarebbe stata impiegata e diffusa in seguito soprattutto dagli ultimi due artisti, mentre Grosz e Heartfield ne avrebbero fatto uso solo fino al 1920.

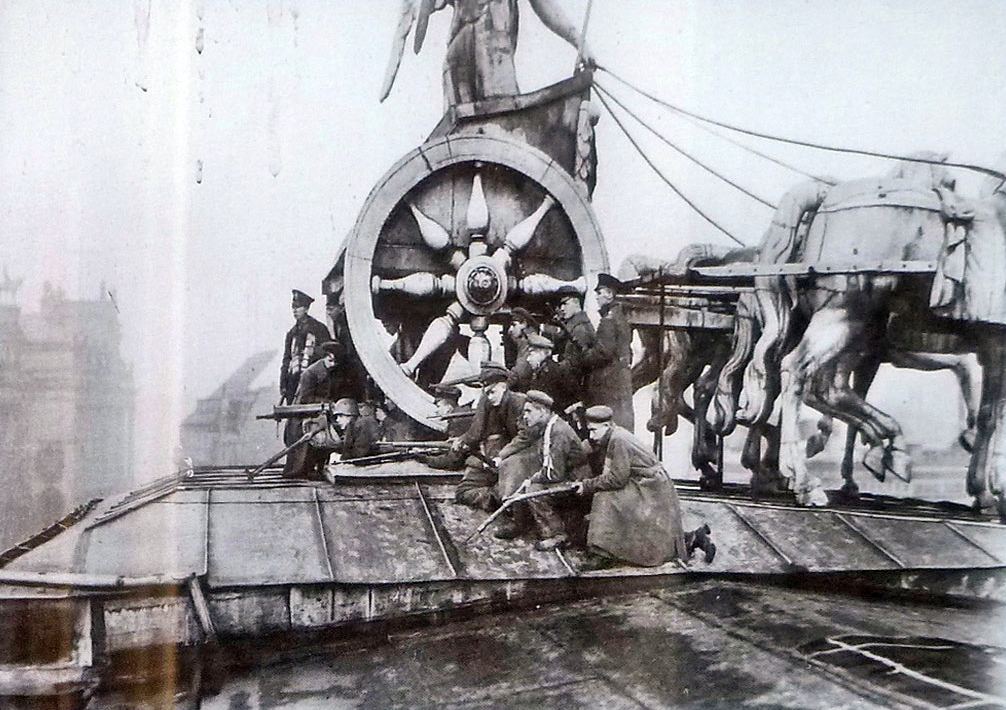
Soldati sulla Porta di Brandeburgo durante la Rivolta spartachista

Dal 1918 cominciarono a circolare i primi fotomontaggi di Höch, la forma di espressione che l'avrebbe resa famosa e che avrebbe maggiormente connotato la sua carriera artistica. In uno di questi, una combinazione di ritagli di immagini di riviste, Dada-Rundschau (1919), una critica/parodia dell'establishment politico e militare tedesco, l'artista riutilizzò le fotografie dei volti di Friedrich Ebert e Gustav Noske, ritagliate da BIZ (Berliner Illustrirte Zeitung), che in Staatshäupter (Capi di Stato, 1919-20) aveva collocato su corpi di bagnanti, circondandole in questo caso da una famosa immagine delle truppe governative posizionate in cima alla Porta di Brandeburgo durante la rivolta spartachista.
Das schöne Mädchen(La bella ragazza, 1919-1920) rappresentò la sua risposta alla rappresentazione femminile della "donna nuova" presente nella stampa illustrata, un tema che avrebbe caratterizzato i suoi fotomontaggi negli anni venti.
L'inizio della sua partecipazione pubblica agli eventi dada si colloca nell'aprile 1919, quando prese parte alla prima mostra che il circolo berlinese organizzò presso lo studio del mercante d'arte ed editore Israel Ber Neumann, in cui vennero esposte opere di diversi artisti, fra cui Hausmann, Grosz, Walter Mehring, Jefim Golyscheff, Erika Deetjen. Höch espose alcuni dei suoi acquerelli astratti, Bild XIII: Rot-Gelb (1919) e Konstruktion mit Blau (1919) e nell'ultimo giorno della mostra, il Dada-Soiree, suonò con coperchi di pentole un'antisinfonia composta da Golyscheff.

#### Prima mostra internazionale Dada a Berlino

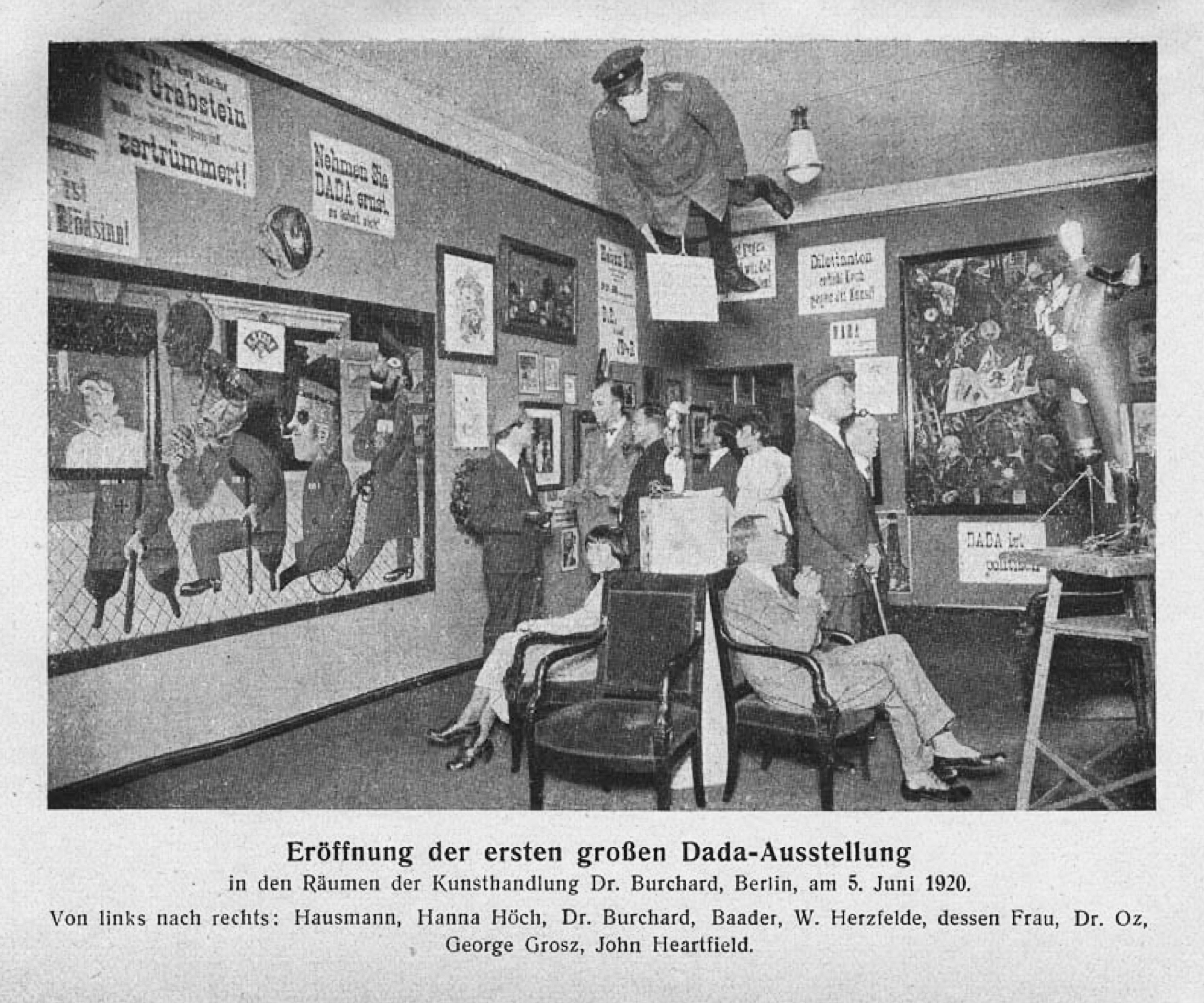
Prima Mostra Dada, Berlino 1920. In bassa a sinistra, Hannah Höch

Nel 1920 partecipò alla prima mostra internazionale Dada di Berlino (Erste Internationale Dada-Messe), nella quale vennero presentate al pubblico 174 opere dada - dipinti, stampe, sculture, oggetti, opuscoli e poster - di oltre venticinque artisti, compresi dadaisti non berlinesi, come Max Ernst, Francis Picabia e Hans Arp.
Höch espose due bambole dada (Dadapuppen) realizzate con diversi tessuti, cartoni, perline; un poster, Ali Baba-Diele (Sala Ali Baba), andato perduto; quattro collage, fra cui Dada-Rundschau (Rassegna Dada, 1919) e Taglio con coltello da cucina Dada attraverso il ventre gonfio di birra della Repubblica di Weimar (Schnitt mit dem Küchenmesser Dada durch die letzte weimarer Bierbauchkulturepoche Deutschlands, 1919-1920), successivamente acquisiti dalla Berlinische Galerie e dalla Neue Nationalgalerie di Berlino, e due "collage a rilievo", Diktaturder Dadaisten (La dittatura dei dadaisti) e Mechanisches Brautpaar (Sposi meccanici), andati perduti. La presenza di Höch alla mostra, unica donna nel gruppo di Berlino, venne osteggiata da George Grosz e John Heartfield che diedero infine il loro consenso solo dietro minaccia di Hausmann di ritirare il proprio lavoro.
Sempre nel 1920 l'artista espose anche alla prima mostra annuale del Novembergruppe, un'associazione di artisti, architetti e designer tedeschi legati agli ideali del socialismo. Höch, con Raoul Hausmann, Hans Richter e George Grosz ne diventò membro e partecipò alle mostre del gruppo dal 1920 al 1931.

#### Viaggio in Italia

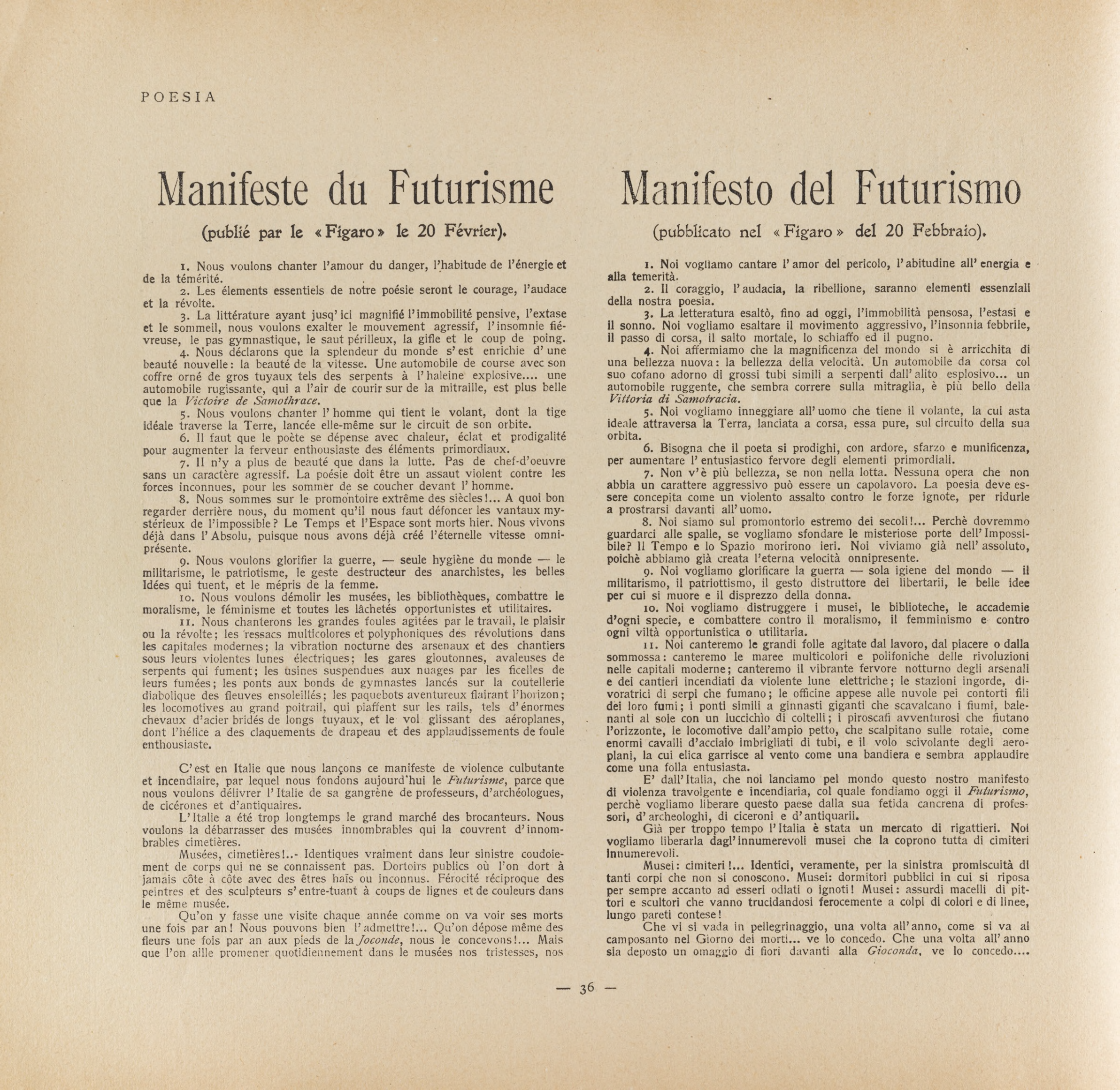
Filippo Tommaso Marinetti, Manifesto del futurismo

Nell'ottobre 1920 l'artista, su proposta della sorella Grete che viveva a Monaco, partì per un viaggio in Italia durato sei settimane, dal 7 ottobre al 20 novembre, accompagnata dalla poetessa svizzera Regina Ullmann. Dopo aver attraversato il Brennero, le tre donne fecero un'escursione a Trento, presero un piroscafo sul Lago di Garda e poi un treno per Verona. Si fermarono alcuni giorni a Venezia e da qui raggiunsero Bologna, dove si divisero; l'artista tedesca proseguì da sola verso Firenze e Roma, dove incontrò Enrico Prampolini che insieme a Marinetti aveva organizzato una mostra con gli acquerelli del Novembergruppe; dall'artista modenese ricevette in regalo una copia del Manifesto futurista.
Nel febbraio del 1921 presso la sede della Secessione di Berlino, durante la sua partecipazione con Mynona (Salomo Friedlaender) e Raoul Hausmann a una serata di letture dadaiste dal titolo Grotesken, Höch lesse il suo resoconto del viaggio in Italia, ltalienreise, pubblicato nello stesso anno nella rivista di Novembergruppe, "una parodia pungente e sarcastica delle relazioni politiche, sociali e culturali del primo dopoguerra tra Germania e Italia", nella quale le tecniche dada e il genere del grottesco letterario vennero usati per evidenziare i cambiamenti intervenuti in quei paesi a seguito della guerra. Mentre Goethe nel suo Viaggio in Italia, testo con cui l'autrice si confrontò, aveva cercato nei paesaggi italiani la continuità con il mondo dell'antichità classica, e nel viaggio un momento di equilibrio, un mezzo per "ripristinare ordine e armonia al proprio senso del mondo", Höch sovvertì questo intento e lo stesso genere della scrittura di viaggio, leggendo i paesi visitati, la loro storia e i loro abitanti, come esempio di rottura con il passato, come "disordine".

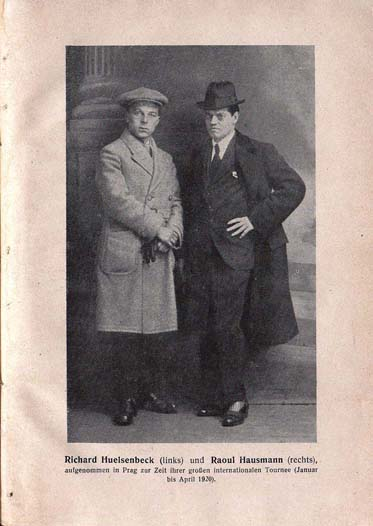
Raoul Hausmann (a destra) e Richard Huelsenbeck, 1920

#### Rottura con Hausmann
Nel settembre 1921 accompagnò Hausmann e il dadaista di Hannover Kurt Schwitters in un tour a Praga, l'"Anti-Dada e Merz-Tournée". L'anno successivo venne invitata al Congresso internazionale dada e costruttivista a Weimar, al quale parteciparono artisti da tutta Europa, tra cui El Lissitzky, Theo e Petra van Doesburg, Cornelis van Eesteren, Laszlo Moholy-Nagy, Tristan Tzara, Hans Arp e Sophie Taeuber-Arp, ma a cui non poté prendere parte perché in viaggio nel sud della Germania.
Nel 1922 Raoul Hausmann e Hannah Höch si separarono e l'artista cessò di essere considerata "membro del Club"; la rottura coincise anche con un cambiamento nel movimento, uno spostamento di interesse "dall'anarco-comunismo di gran parte dei Dada, agli ideali politici più concreti del costruttivismo sovietico", la cui estetica, specie per quanto riguarda il punto di vista compositivo, l'uso del formato a griglia e la ripetizione di forme geometriche, è rintracciabile anche in diversi dipinti e collage dell'artista tedesca, come Konstruction (1921), Untitled (Dada, c. 1922), Die Kokette (1922-25).
L'ultimo lavoro dada di Höch è generalmente considerato Meine Haussprüche (I miei detti della casa, 1922), un titolo che si riferisce alla tradizione tedesca di tenere un libro degli ospiti in cui, alla loro partenza, i visitatori lasciano aforismi e auguri.

### Dopo Dada: il contesto internazionale (1923-1932)
Per l'intera durata della sua carriera la produzione di Höch fu estremamente variegata e versatile, grazie anche all'orientamento dei suoi primi studi, indirizzati verso le arti applicate, il design e l'artigianato, anziché verso le belle arti; anche quando partecipò all'esperienza dada, oltre a realizzare fotomontaggi, continuò a produrre - spesso anche contemporaneamente - design per ricami, pizzi, stoffe e carte da parati, dipinti ad olio, acquerelli e guazzi, figurativi o astratti, senza mai abbandonare il mezzo pittorico, valorizzando gli aspetti formali della composizione e sperimentando stili diversi.

Dopo la separazione da Hausmann, Höch approfondì contatti e legami personali e professionali con artisti delle avanguardie berlinesi ed europee.

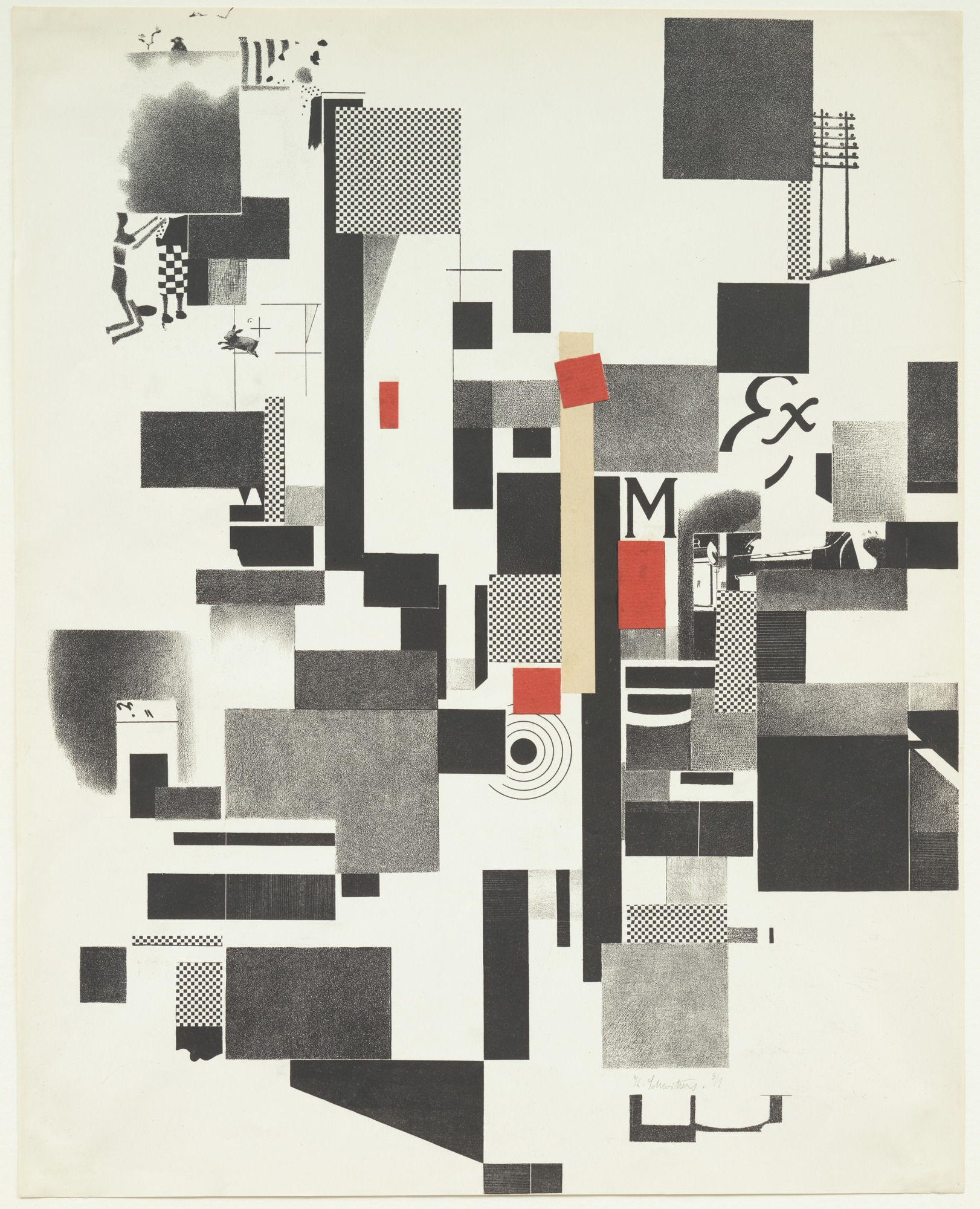
Kurt Schwitters, Merz 3, litografia, 1923

Nel 1923, in visita a Kurt Schwitters ad Hannover, creò la prima delle due "grotte di accumuli" nel Merzbau (edificio, costruzione Merz), l'opera più significativa e rappresentativa cui l'amico dadaista avrebbe lavorato per anni, un agglomerato di materiali e oggetti diversi che finì per riempire tutta la sua casa di Hannover. La prima cappella, o camera delle memorie, creata da Höch, intitolata Das Bordell (Bordello), costituita da fotografie e piccoli aggiunte in collage, raffigurava una prostituta con tre gambe; la seconda, realizzata qualche anno dopo, aveva come riferimento lo scrittore e filosofo tedesco Johann Wolfgang von Goethe. Entrambe furono distrutte dai bombardamenti nel 1944.
Attraverso Kurt Schwitters conobbe Theo van Doesburg, il principale esponente del movimento d'avanguardia olandese De Stijl, con cui mantenne per tutta la vita un'intensa amicizia.
Nel mese di maggio, in visita al Bauhaus di Weimar, incontrò Laszlo Moholy-Nagy e la moglie Lucia Moholy, con i quali, negli anni successivi, avrebbe partecipato a numerosi eventi e realizzazioni artistiche, inclusi film, spettacoli di cabaret e di jazz. In questo periodo strinse amicizia anche con Sophie Taeuber e Hans Arp.

I fotomontaggi prodotti dopo il 1922 erano di dimensione ridotta rispetto a quelli precedenti e mostravano una composizione più rettilinea, di influenza costruttivista, spesso con singole immagini centrate, come Mischling (Meticcio, 1924), Kinder (Bambino, 1925) e Der Melancholiker (Il malinconico, 1925), che insieme sembravano far parte di "una sorta di serie tassonomica che ricorda la contemporanea raccolta fotografica di August Sander".

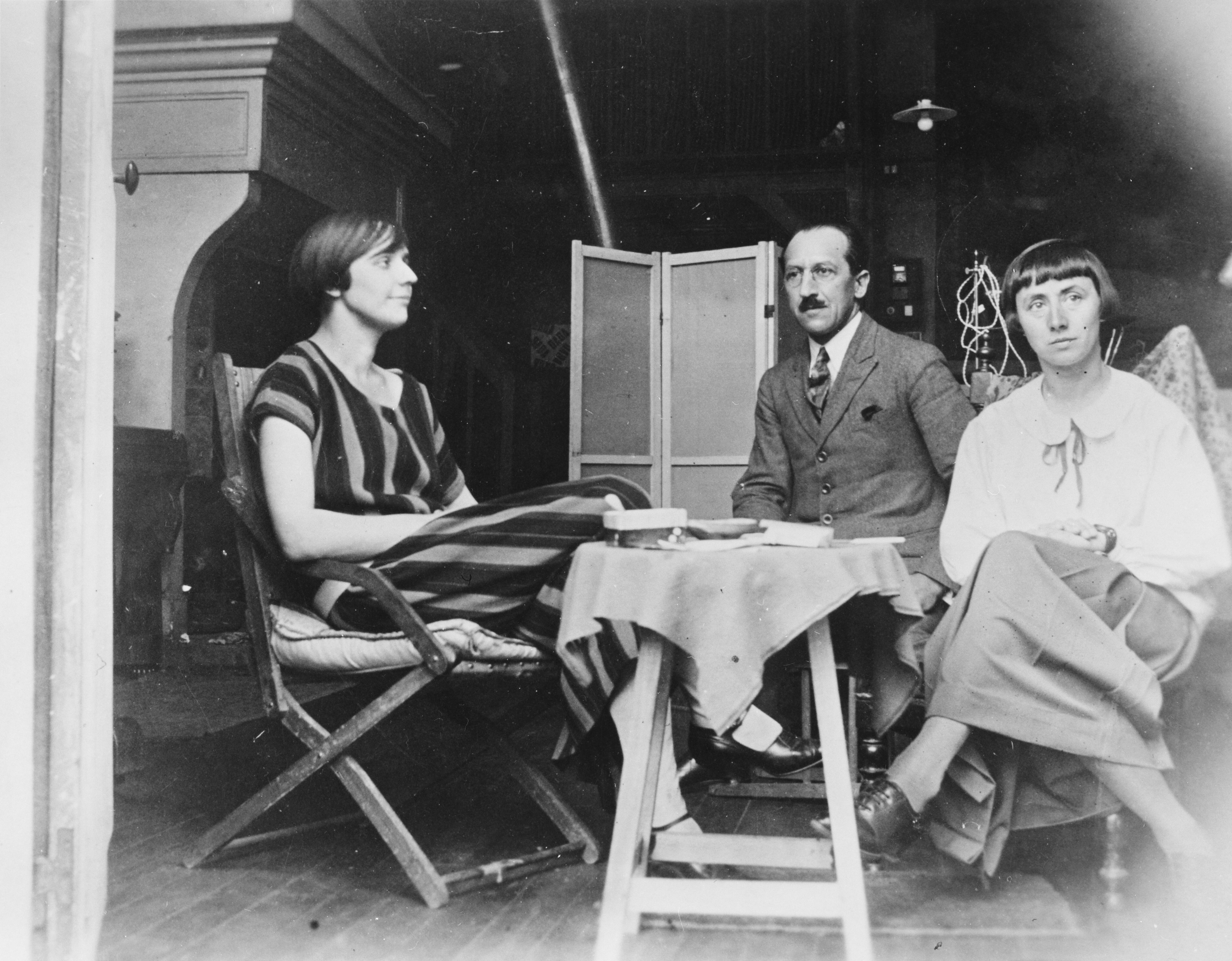
Nelly van Doesburg, Piet Mondrian e Hannah Höch a Clamart (Hauts-de-Seine), aprile 1924

Alcuni fotomontaggi continuavano a mantenere un intento di critica sociale: Hochfinanz (1923), sottotitolato Das zwiefache Gesicht des Herrschers (La doppia faccia di chi è al potere) e riprodotto nel libro Malerei, Fotografie, Film di Moholy-Nagy, ritraeva due finanzieri, rappresentanti del capitalismo industriale, ritenuti responsabili dell'inflazione galoppante, a passeggio in uno scenario connotato da ingranaggi, camion e pneumatici, con due fucili sopra le loro teste, allusione ai profitti conseguiti con la vendita delle armi. La maggior parte dei collage degli anni venti era tuttavia incentrata sui ruoli di genere e la relazione tra i sessi, come la serie Liebe (Amore), di cui facevano parte opere come Die Kokette (Civetta, c. 1925), in cui veniva rappresentato il corpo di una "donna nuova" seduta su una sorta di piedistallo, con le gambe accavallate, con una maschera al posto della testa; ai suoi piedi erano stati posti due ammiratori, per metà uomini e per metà animali.
Nell'aprile del 1924 Höch si recò per la prima volta a Parigi, dove incontrò diversi artisti, fra cui Piet Mondrian, Tristan Tzara, Man Ray, Constantin Brancusi, Fernand Leger, Sonia Delaunay e partecipò ad un incontro con i surrealisti francesi.

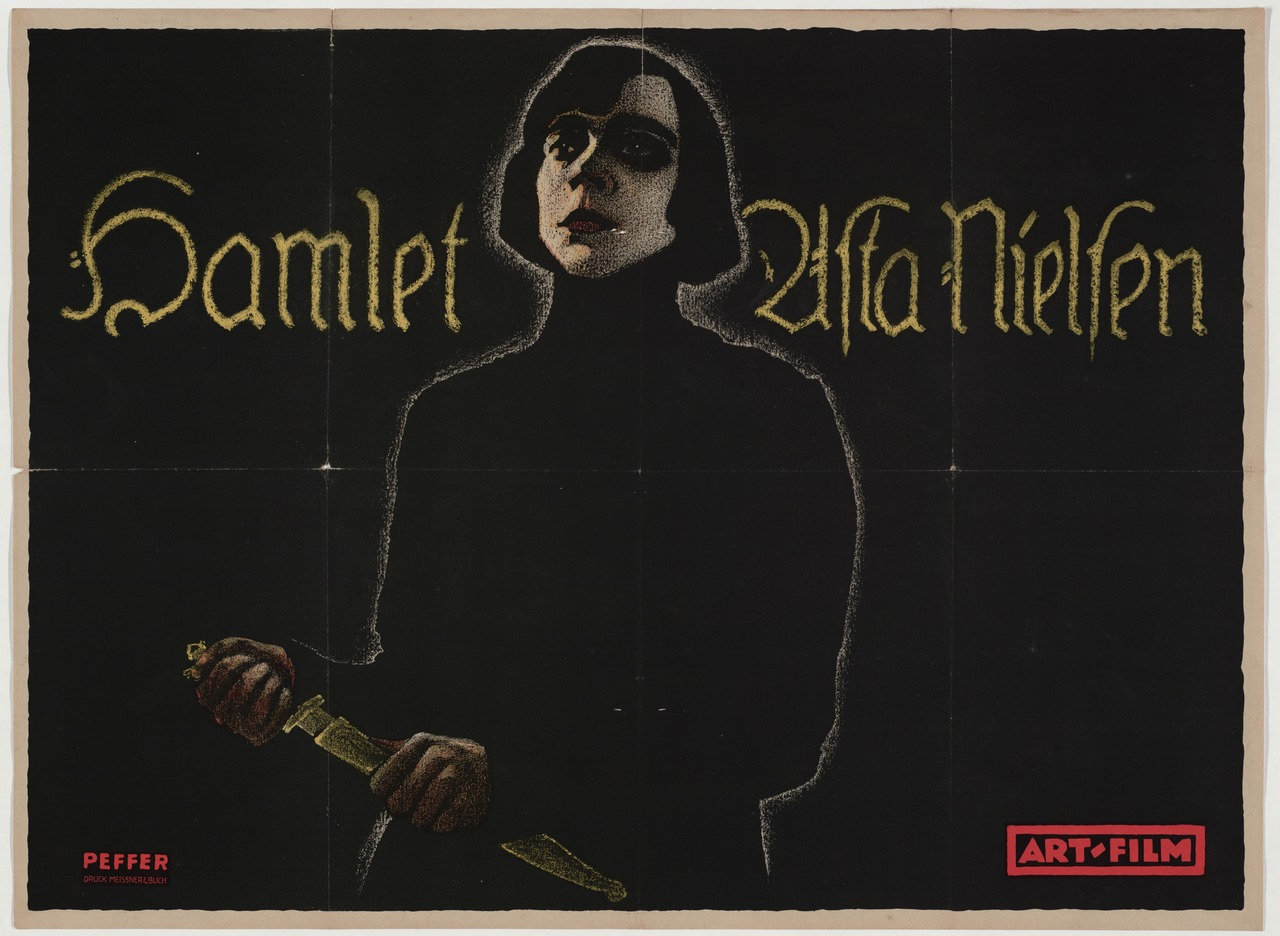
Asta Nielsen, Locandina del film Amleto, 1920

In autunno, sotto l'egida del Novembergruppe, espose due dipinti a Mosca, alla Erste Allgemeine Deutsche Kunstausstellung in Sowjet-RuBland (Prima Mostra d'arte tedesca nella Russia sovietica). Tornata a Parigi dopo un viaggio a Londra e sulle coste della Bretagna, ospite dei van Doesburg, nel 1925 visitò l'Esposizione Internazionale delle Arti decorative e industriali moderne, mostrando particolare interesse per il settore tessile. In quello stesso anno realizzò i dipinti ad olio Journalisten e Roma (1925) che richiamavano la tecnica del fotomontaggio nella frammentazione e giustapposizione di parti dei corpi, simili a ritagli di giornali, e nelle distorsioni di scala. In Roma, due corpi femminili, di cui uno con la testa di Mussolini con bombetta, utilizzata in precedenza nel fotomontaggio Pax (1923), si trovavano davanti alla silhouette di una donna con l'indice puntato, copia della fotografia dell'attrice Asta Nielsen nel ruolo di Amleto. Secondo Hanne Bergius, Asta Nielsen, che, come donna, interpretò per la prima volta Amleto in un film del 1920, rivalutando l'arte drammatica nel cinema, con quel gesto avrebbe simboleggiato il rifiuto del patriarcato come oppressione politica, rappresentato dall'emblema di Mussolini.
Tra il 1924 e il 1930 l'artista realizzò la serie Aus einem Ethnographischen Museum (Da un museo etnografico), costituita da 17 fotomontaggi ispirati a oggetti tribali e manufatti appartenenti alle culture africane, asiatiche, oceaniche incontrati durante le sue visite nei musei di Leida e Berlino, ai quali accostò immagini della "donna nuova" ritagliate dalle riviste illustrate del tempo.
Nel 1926 Höch conobbe la scrittrice olandese Til Brugman, della quale si innamorò e con cui visse per circa nove anni, prima all'Aia e successivamente a Berlino. L'artista non definì mai la sua una relazione lesbica, scegliendo invece di riferirsi ad essa come una relazione d'amore privata; questa unione fu oggetto di riprovazione da parte di alcuni suoi amici artisti, come Theo van Doesburg e Kurt Schwitters.
Nella capitale olandese Höch realizzò nel 1929 la sua prima mostra personale, costituita da una cinquantina di dipinti, acquerelli e disegni, ma non fotomontaggi. Dopo la prima mostra Dada nel 1920, per tutti gli anni venti, per ragioni non del tutto chiare, Höch scelse di esporre al pubblico solo i suoi disegni tessili o i dipinti. Fu alla grande mostra Film und Foto (1929) di Stoccarda, organizzata dalla Deutscher Werkbund, che ritornò a presentare i suoi collage; in quell'occasione espose circa diciotto fotomontaggi, tra cui Die Kokette (1923-1925) e Russische Tanzerin (Mein Double, 1928). Nel 1931 al Kunstgewerbemuseum di Berlino partecipò con opere delle sue collezioni Liebe (Amore) e Aus einem Ethnographischen Museum (Da un museo etnografico) alla mostra Fotomontage, nella quale i fotomontaggi vennero per la prima volta riconosciuti come genere artistico autonomo, e alla mostra internazionale Frauen in Not, contro la legge 218 che poneva pene severe contro l'aborto, fra le cui promotrici vi furono Käthe Kollwitz e Der Weg der Frau, la rivista femminista più importante della Repubblica di Weimar.
La mostra di fotomontaggi e acquerelli di Höch prevista a Dessau nel maggio 1932 venne invece cancellata perché i nazisti imposero la chiusura della sede Bauhaus in cui doveva svolgersi. Nel mese di luglio espose alcuni fotomontaggi ad una mostra nazionale di fotografia al Palais des Beaux-Arts a Bruxelles.
I fotomontaggi di Höch dei primi anni trenta, a differenza di quelli degli anni precedenti, nei quali prevaleva un aspetto più personale o la riflessione sui ruoli di genere, manifestarono un contenuto di critica sociale e politica simile a quello espresso nel periodo dada. Nel collage Flucht (Volo, 1931), ad esempio, una figura metà donna metà scimpanzé è inseguita da un uccello dalla testa da uomo, vagamente simile alla faccia di Hitler. Una delle sue ali, distesa, assume la forma del saluto fascista. Parodie del nazismo e della sua politica razziale vennero espresse in Deutsches Mädchen (Ragazza tedesca, 1930), dove l'ideale ariano veniva presentato in una caricatura deformata, in Die Ewigen Schuplattler (L'eterno Schuplatter, 1933), Bauerliches Brautpaar (Sposa e sposo contadini, 1931) e Die Braut (La sposa, c. 1933).

### Durante il nazismo (1933-1945)

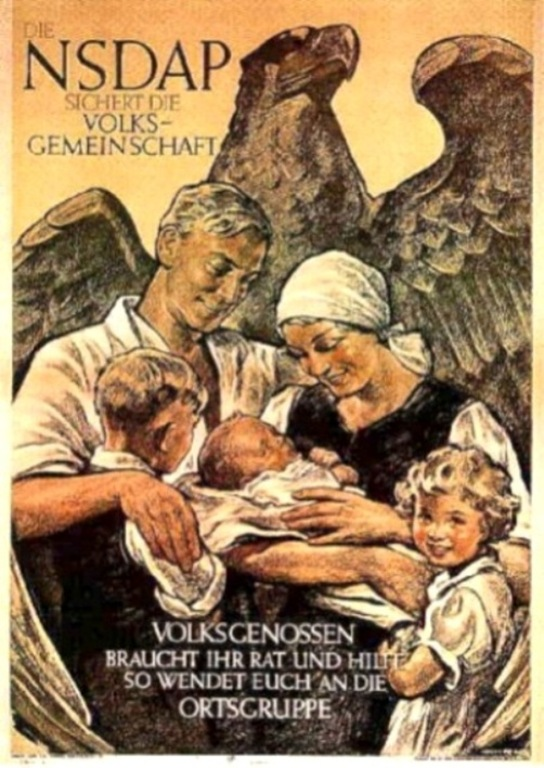
)Manifesto del NSDAP (Partito Nazionalsocialista Tedesco dei Lavoratori)

Nel settembre 1933, dopo l'ascesa di Hitler al potere, i nazisti istituirono la Camera della Cultura del Reich (Reichskulturkammer), un'agenzia governativa alla quale dovevano appartenere tutti gli artisti - ad esclusione di ebrei, comunisti e artisti il cui stile era giudicato incompatibile con l'estetica nazista - per poter continuare la loro attività creativa, esporre o vendere. La maggior parte delle avanguardie artistiche - fra cui i dadaisti berlinesi Grosz, Heartfield, Herzfelde, Hausmann e Mehring - scelse la via dell'esilio; Höch e altri artisti, come Willi Baumeister e Oskar Schlemmer, diversi intellettuali e studiosi tedeschi, con motivazioni diverse, in tutto o in parte oppositori del regime, decisero di rimanere in Germania, "esuli in patria", vivendo l'esperienza di quella che verrà in seguito denominata "emigrazione interna" (Innere Emigration).
L'artista tedesca continuò a dipingere nel suo paese, lontano dai circuiti pubblici, in una situazione di isolamento artistico, realizzando mostre solo fuori dal paese. Nella sua produzione dal 1933 al 1945 si affermarono i temi della natura e del paesaggio, mentre diventarono sempre meno presenti le figure umane, disegnate come sagome, maschere teatrali o apparizioni; l'intento era principalmente quello di poter trovare degli acquirenti e di evitare censure politiche, tuttavia, questa nuova prospettiva le aprì anche la via verso nuove forme di sperimentazione, anche nei fotomontaggi. Questi ultimi, come Der Unfall (L'incidente, 1936) e Seeschlange (Serpente di mare, 1937) si allontanarono da riferimenti espliciti agli eventi del tempo, si fecero più "evasivi", intimi, fiabeschi. Secondo Peter Boswell la maggiore libertà lasciata alla fantasia e alle emozioni private rilevabile nelle opere degli anni trenta e quaranta, la corrente del "misterioso, onirico, magico", sarebbero già rintracciabili nei primi dipinti e gouaches di Höch degli anni venti, in acquerelli come Drei Lindenkafer (Tre coleotteri di tiglio, 1924), Ewiger Kampf I (Lotta eterna I,1924), raffiguranti creature stravaganti e fantastiche.
L'attenzione per i problemi e i cambiamenti sociali resterebbe tuttavia presente in alcune opere realizzate durante il periodo nazista: Wilder Aufbruch (Scoppio selvaggio, 1933) sarebbe una risposta all'ascesa del nazismo, mentre i fotomontaggi Siebenmeilenstiefel (Stivali delle sette leghe, 1934), Der Unfall (L'incidente, 1936) e Ungarische Rhapsodie (Rapsodia ungherese, 1940) trasmetterebbero lo sconforto e l'apprensione per i cambiamenti in corso nella società tedesca.
Nell'aprile 1933 l'artista rispose negativamente ad una richiesta di adesione al nazionalsocialismo inviatale dalla Kunstler-Laden di Berlino, a cui aveva commissionato la vendita delle sue opere, che fu costretta a ritirare.
Nel febbraio 1934 espose 42 fotomontaggi in una mostra a Brno, in Cecoslovacchia e scrisse un articolo sul fotomontaggio nel numero di aprile della rivista Stredisko. Nell'estate dello stesso anno si sottopose ad un intervento chirurgico per una grave infiammazione della ghiandola tiroidea; il pagamento di questa operazione si protrasse per diversi anni. A sostegno delle sue magre entrate economiche intervenne l'amico editore olandese Antony Bakels, che per tutti gli anni trenta le affidò la realizzazione di copertine di libri e di illustrazioni per alcune riviste.
Nel 1935 l'artista illustrò il libro della compagna Til Brugman, Scheingehacktes, costituito da racconti che parodiavano il nazismo e il consumismo. Durante l'estate, in un'escursione nelle Dolomiti, Höch incontrò Heinz Kurt Matthies, di ventuno anni più giovane di lei, uomo d'affari, alpinista e pianista dilettante, di cui si innamorò, ponendo fine alla sua relazione con la scrittrice olandese. L'ultima mostra che realizzò prima del secondo dopoguerra si tenne nel 1935 alla Galerie d'Audretsch dell'Aia, nella quale espose acquerelli e fotomontaggi, scelti, rispetto ai dipinti, per il loro scarso ingombro e per la maggior facilità ad essere trasportati e custoditi.
Nel 1936 dipinse Angst, in cui sul bordo di uno spoglio viale alberato compariva la figura a mezzo busto di una donna con il viso spaventato e i palmi aperti alzati all'altezza del viso.

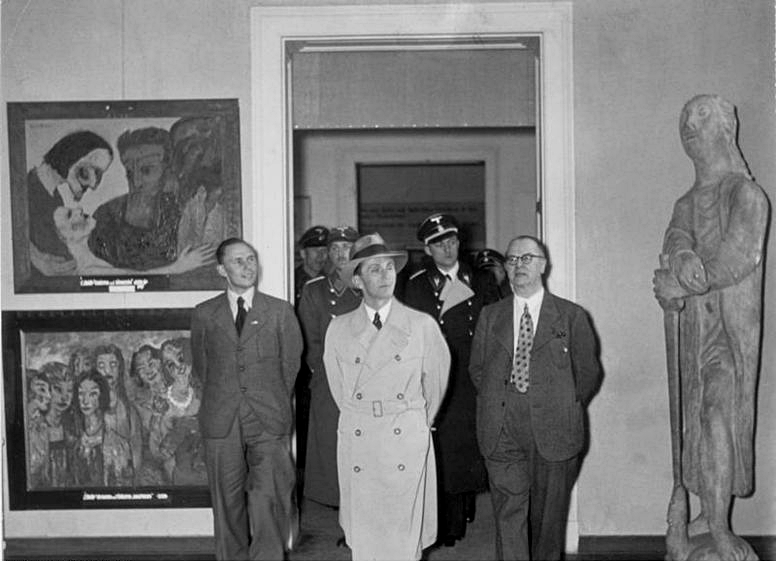
Visita di Goebbels alla mostra "Arte degenerata", 1937

#### Arte degenerata
Nel 1937 Adolf Ziegler e il partito nazista organizzarono a Monaco la mostra Entartete Kunst (Arte degenerata) comprendente circa 650 opere d'arte - fra cui dipinti di Raoul Hausmann, Otto Dix, Max Ernst, George Grosz, Käthe Kollwitz, Marc Chagall, László Moholy-Nagy, Vincent van Gogh, Paul Klee - confiscate dai musei tedeschi e dichiarate "arte degenerata". Le opere di Hannah Höch non vi fecero parte, essendo la mostra "limitata agli artisti rappresentati nelle collezioni pubbliche"; come autrice di Die Journalisten (Giornalisti, 1925) il suo nome comparve invece fra gli artisti del Novembergruppe dichiarati "bolscevichi culturali" nella Sauberung des Kunsttempels (Pulizia del tempio dell'arte) di Wolfgang Willrich, che definì i principi artistici e razziali su cui si basarono i sequestri e la mostra Entartete Kunst.

Una delle opere presenti alla mostra dell'Arte degenerata, sequestrata al Museo provinciale della Bassa Sassonia: Paul Klee, Leggenda della palude (1919)

Dopo la mostra di Monaco venne allestita una mostra itinerante, sempre intitolata Entartete Kunst, che tra febbraio 1938 e aprile 1941 toccò dodici città della Germania e dell'Austria, fra cui Berlino, Francoforte, Lipsia, Düsseldorf, Salisburgo, Amburgo e Vienna, esponendo opere diverse, poiché alcune di esse nel frattempo venivano vendute, ed altre si aggiungevano alla collezione, a seguito di nuove confische; durante i suoi viaggi all'interno della Germania Höch visitò la mostra tre volte, a Monaco, Berlino e Amburgo, tra il 1937 e 1938.
Il nuovo compagno dell'artista, Heinz Kurt Matthies, si occupava del commercio di un materiale di saldatura, molto richiesto da aziende di ingegneria meccanica e di armamenti, e lei lo accompagnò spesso nei suoi spostamenti, per sei mesi nel 1937 e per circa un anno nel 1940, a bordo di una roulotte acquistata dalla coppia. Durante questi viaggi Höch realizzò dipinti e schizzi basati sull'osservazione della natura e dei paesaggi, che poi cercava di vendere, e annotò le tappe e le vicende vissute nei suoi diari, dove descrisse anche eventi storici del tempo, come la sua esperienza durante la Notte dei cristalli e la Campagna di Polonia.

#### Il matrimonio e l'isolamento
Nel novembre 1937, durante un viaggio a Norimberga, Heinz Kurt Matthies venne arrestato per crimini sessuali contro minori e trasferito in carcere a Berlino, dove rimase fino al 21 luglio 1938, dopo essere stato sottoposto a castrazione. Höch, che si ritiene fosse - almeno in parte - al corrente del "lato oscuro" del compagno, già raggiunto in precedenza da altre condanne per reati simili, lo sostenne durante tutto il periodo "irrimediabilmente sopraffatta dal suo ruolo di partner, madre e psicoanalista di Matthies". Durante l'attesa della sua messa in libertà, l'artista continuò a illustrare copertine di libri per l'amico editore olandese e realizzò undici opere per il Ministero dell'aviazione di Berlino, probabilmente su commissione: il regime nazista prevedeva che una certa percentuale dei costi di costruzione per gli edifici pubblici venisse utilizzata per sostenere la produzione artistica.

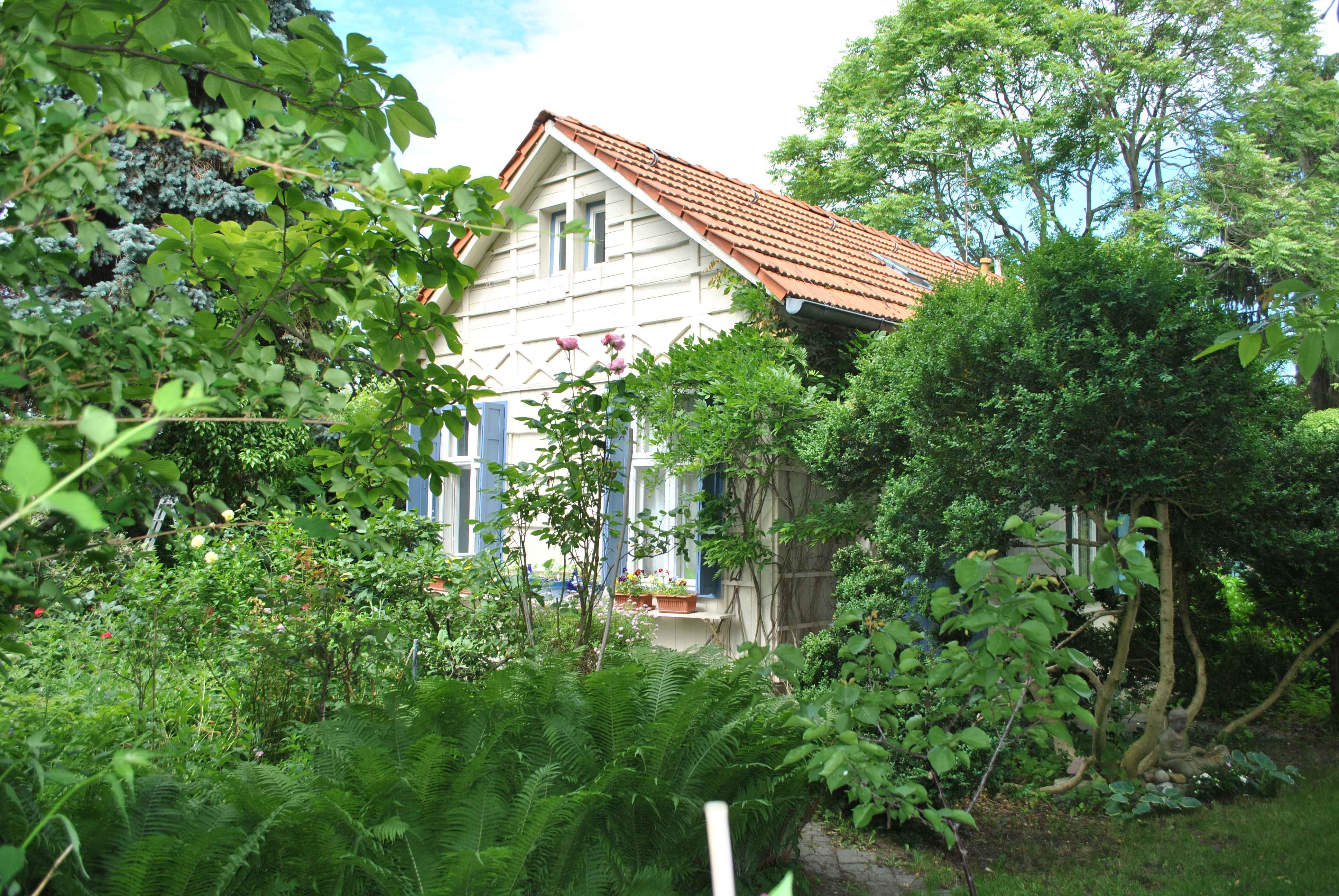
La casa alla periferia di Berlino in cui Hanna Höch visse dal 1939 in poi

La coppia si sposò nel settembre 1938, poco dopo l'uscita di Matthies dal carcere. L'anno successivo Höch, grazie ad una piccola eredità, acquistò una piccola casa con giardino a Heiligensee, a nord di Berlino, dove nascose le sue opere e quelle dei suoi amici artisti, riparati all'estero. L'anno successivo continuò a viaggiare in tutta la Germania con il marito, e in agosto e settembre si recò con lui in Italia.
Tra gli anni 1939-1945 l'artista realizzò una serie di paesaggi notturni di ispirazione surrealista - fra cui Am Nil II (Sul Nilo II, c. 1940), Lichtsegel (Specchio luminoso, c. 1943-1946) e Traumnacht (Notte da sogno, c. 1943-1946); gli ultimi due, in bianco e nero, mostrano la notte illuminata dalle luci dei raid aerei. Le due serie di acquerelli, Totentanz (Danza della morte, 1940-42) e Notzeit (Tempi di bisogno, 1942-45), rappresentano l'orrore per la guerra; un dipinto ad olio, Trauernde Frauen (Donne in lutto, c. 1945), probabilmente correlato alla serie degli acquerelli, raffigura una fila di donne vestite di scuro con gli occhi bassi su un terreno smorzato.
Nel 1942 venne ammessa la sua domanda, inoltrata alla Camera delle arti visive, per avere accesso alle forniture artistiche razionate, rese scarse dall'economia di guerra; in essa aveva specificato di essere membro del NSV, il Nationalsozialistische Volkswohlfahrt.
Nel novembre dello stesso anno la vita personale dell'artista subì un nuovo sconvolgimento: il marito la abbandonò per andare a vivere con la violinista olandese Nell von Ébneth, amica di lunga data di Höch, da lei ospitata qualche mese prima nella sua casa di Heiligensee. Il divorzio sarebbe stato formalizzato due anni più tardi, nel 1944. Parlando successivamente di questo rapporto durato sei anni, l'artista avrebbe commentato: "Io avevo bisogno di un bambino, lui di una madre".
Dopo la fine della relazione con Matthies, che la lasciò "devastata", Höch si ritirò sempre di più nella sua casa e nella cura del giardino, isolata dal mondo, passando le giornate a coltivare l'orto e a dipingere. Una delle sue ultime opere, prima della fine del conflitto mondiale, è 1945, un quadro in cui una figura pallida fluttua immobile davanti a uno sfondo cupo, simbolo della disperazione e del lutto per le vittime innocenti della guerra. Quando finalmente la guerra finì, il 5 maggio 1945 annotò nel suo Diario:
(Hannah Höch, Lebenscollage, vol. 2.1, p. 685)

### Dopo il 1945
Nel dibattito sviluppatosi nel dopoguerra in Germania fra i sostenitori dell'arte figurativa - indicata dai suoi detrattori come passibile di manipolazione propagandistica da parte dello Stato, come era avvenuto durante il nazismo o stava avvenendo con il realismo socialista - e coloro che promuovevano l'arte astratta e la libertà dell'artista, Höch nella sua produzione dopo il 1945 scelse di fatto la seconda opzione; secondo l'interpretazione di Boswell, questa sua posizione sarebbe stata simile a quella assunta durante il periodo Dada, "quando evitò l'ala ideologica del Dada di Berlino - rappresentata dal triumvirato Grosz-Heartfield-Herzfelde - e si alleò prima con la fazione più anarchica Hausmann-Baader e, infine, con artisti apolitici come Schwitters e Arp."

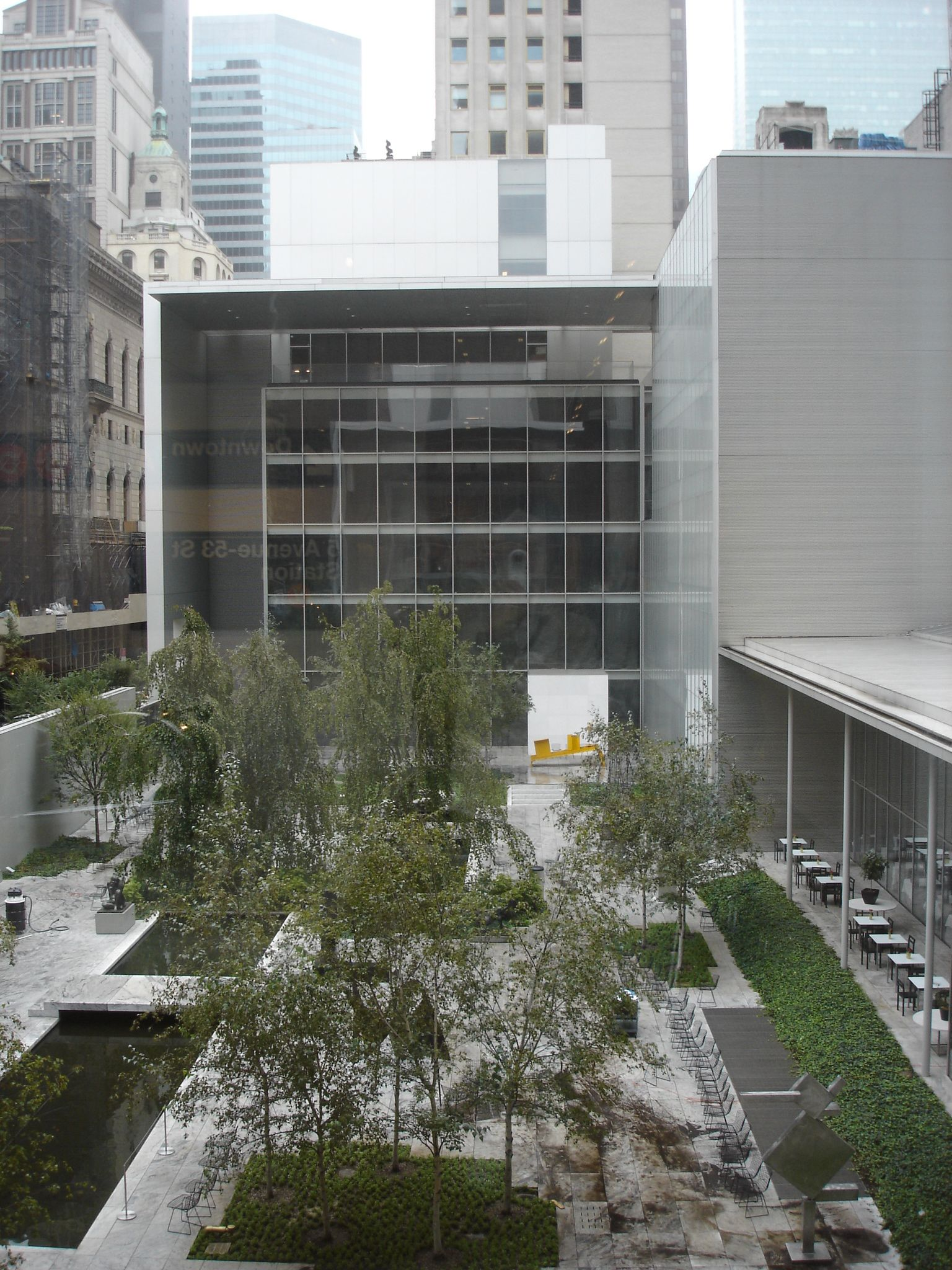
L'edificio del Museum of Modern Art (MoMa) di New York, in cui si svolsero alcune mostre di Hannah Höch

Ritornata libera di esporre le sue opere, la sua presenza sulla scena pubblica si rivelò più intensa di quanto non fosse stata durante la sua precedente carriera artistica. Nel 1946 prese parte a Berlino ad un'esposizione sostenuta dagli artisti surrealisti e promosse la mostra Fotomontage von Dada bis heute (Fotomontaggio da Dada a oggi); due anni dopo negli Stati Uniti partecipò con tre fotomontaggi a una mostra al Museum of Modern Art (MoMA). In questo periodo Höch collaborò alla rivista antifascista di letteratura, arte e satira Ulenspiegel, dove pubblicò acquerelli e diversi fotomontaggi, fra cui Siebenmeilenstiefel (Stivali delle sette leghe, 1934).
Nel 1949 si svolse a Berlino la sua prima personale del dopoguerra, Hannah Höch und Dada, che comprese diciannove suoi dipinti, alcuni acquerelli, disegni, fotomontaggi e opere di Arp, Freundlich (morto nel 1943 in un campo di concentramento), Hausmann e Schwitters.
Fino agli anni sessanta, una parte della produzione dell'artista riguardò temi, come la natura e il suo rapporto con l'uomo, che sebbene fossero già presenti in parte della sua produzione precedente, per la loro convenzionalità con i gusti del tempo e il loro tono di "spiritualità sentimentalizzata", potrebbero essere stati motivati da intenti commerciali, trovandosi l'autrice in quel periodo in ristrettezze economiche. In altre sue opere, invece, prevalse l'astrattismo, la cui declinazione risultò particolarmente innovativa nei fotomontaggi, prodotti in largo numero negli anni cinquanta, arricchiti dalla possibilità d'uso di una vasta gamma cromatica, a seguito dell'introduzione di illustrazione a colori nelle riviste del secondo dopoguerra.
Nel 1957 presentò 26 nuovi collage alla Galerie Rosen di Berlino e due anni dopo, sempre nella stessa galleria, altre 35 opere realizzate tra il 1956 e il 1959, fra cui Gesprengte Einheit (Unità soffiata, 1955) e Fata Morgana (1957), nei quali veniva cancellato ogni legame con le immagini ritagliate dalle riviste, usate solo per le loro proprietà formali (linea, colore e trama); diverse opere di questo periodo, connotato da una forte libertà tematica e stilistica, potrebbero essere annoverate nelle correnti dell'espressionismo astratto e dell'arte informale.

Nel 1959 il lancio dello Sputnik, la prima capsula spaziale in orbita intorno alla terra, avviò il suo interesse per l'esplorazione spaziale, di cui scrisse ampiamente nei suoi diari, e la portò a produrre, dieci anni dopo, un collage dedicato allo sbarco sulla luna, Den Mannern gewidmet, die den Monderoberten (Dedicato agli uomini che conquistarono la luna, 1969), nel quale era assente la critica alla tecnologia che aveva caratterizzato la sua produzione degli anni venti. Sempre nel 1959, al Düsseldorf Kunstverein si svolse la prima grande retrospettiva Dada del dopoguerra, Dada: Dokumente einer Bewegung (Dada: Documenti di un movimento); due anni dopo la Nationalgalerie di Berlino acquistò Taglio con il coltello da cucina Dada per la sua collezione permanente.

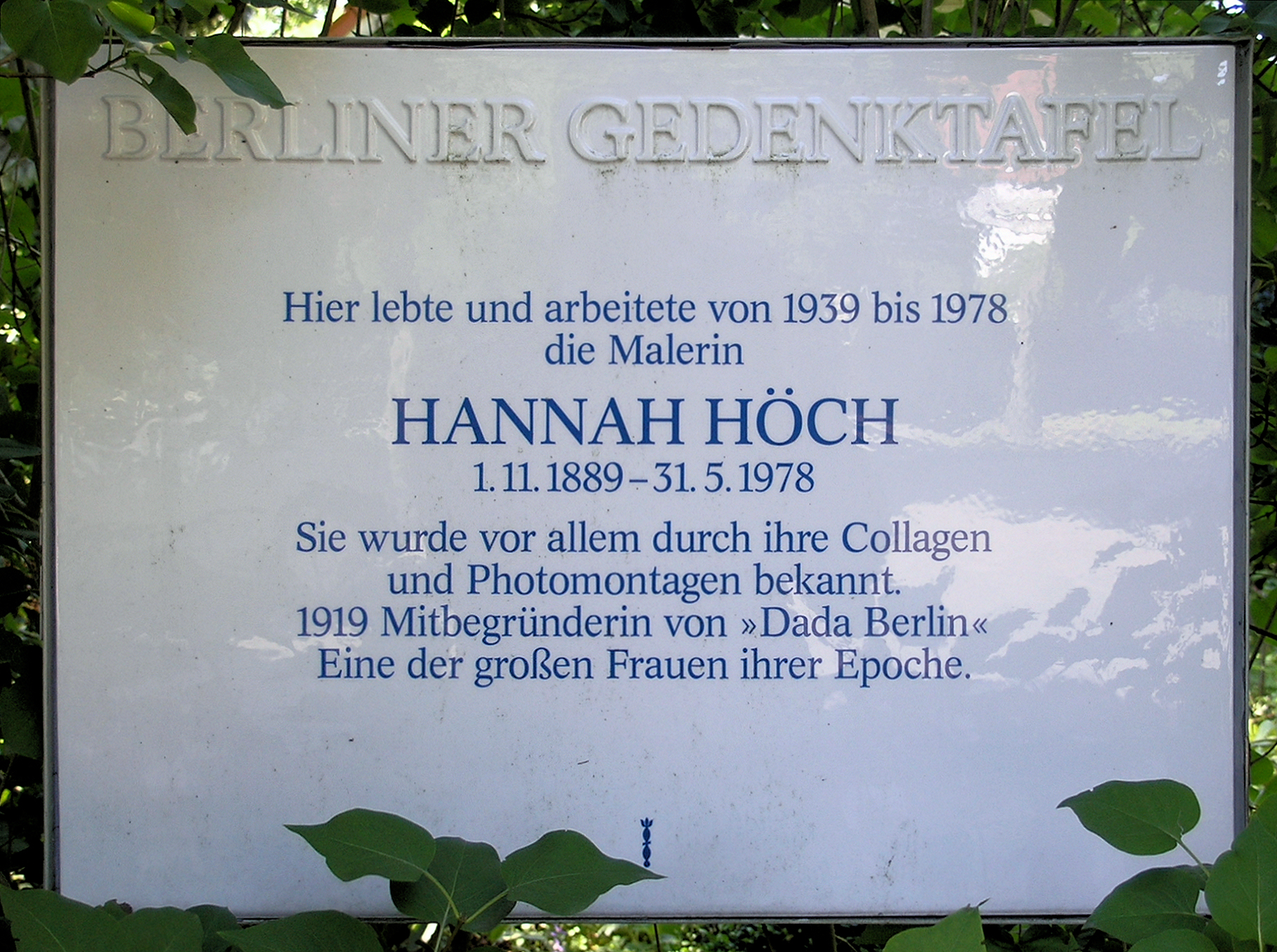
Targa commemorativa posta sulla casa in cui visse Hannah Hoch

A partire dagli anni sessanta, dopo oltre due decenni di assenza, nelle opere di Höch ricomparve la figura femminile, forse sulla spinta dell'aumentata attenzione dedicata alle donne nelle riviste del tempo, o dell'interesse manifestato nei circuiti artistici europei e statunitensi per l'esperienza dada, testimoniata dalla pubblicazioni di libri tematici, autobiografie di alcuni esponenti del passato movimento e nell'organizzazione di mostre, fra cui quella del 1961 svoltasi al Museum of Modern Art, The Art of Assemblage, che incluse il fotomontaggio senza titolo dell'artista tedesca del 1921.
Anche se alcuni dei titoli dei fotomontaggi da Höch negli anni sessanta richiamavano esplicitamente i suoi primi lavori, come ad esempio Fremde Schönheit II (Strana bellezza II, 1966), usato anche per un'opera del 1929, i toni che predominavano nelle nuove opere erano diversi: non più intimamente malinconici, ma impertinenti, audaci, aggressivi, come in Entartete (Degenerata, 1969), in cui erano raffigurati un busto femminile chiuso in un corsetto attillato di raso bianco, braccia e mani guantate ostentatamente in posa, capezzoli minacciosi sporgenti dal vestito come missili, libellule svolazzanti costruite con viti di acciaio.
Nel 1964, in onore del suo settantacinquesimo compleanno, si svolse alla Galerie Nierendorf di Berlino un'ampia e ampia e completa retrospettiva dell'artista tedesca, seguita negli anni settanta da altre importanti mostre realizzate a Parigi, Berlino e New York. Le sue opere vennero esposte anche alla famosa mostra Women Artists: 1550-1950 realizzata nel 1977 al Museo d'arte di Los Angeles.
Nel 1972-73 realizzò Lebensbild (Ritratto della vita), il suo ultimo fotomontaggio più significativo, costituito da ritratti della stessa artista in vari momenti della sua vita e da fotografie di dimensioni ridotte di persone che furono per lei importanti, come il padre, Raoul Hausmann, Kurt Schwitters, Hans Arp e Til Brugman. Le foto in bianco e nero disposte in blocchi rettangolari, comprendevano anche immagini dei suoi fotomontaggi, in dialogo umoristico con l'insieme dell'opera, rendendola una sorta di celebrazione dei suoi sessant'anni di carriera e della sua vita artistica.
Hannah Höch morì il 31 maggio 1978 a Berlino all’età di 88 anni.

## Il fotomontaggio
Ik schilder om dezen wensch vorm te geven en aanschouwelijk te maken. Ik wensch aan te toonen, dat klein ook groot, en groot klein is; slechts het standpunt, waarvan wij bij ons oordeel uitgaan, wordt anders gekozen… Ik zou vandaag de wereld als een mier en morgen zooals de maan haar misschien ziet, willen weergeven.»
(Hannah Höch, 1929)
Höch e Hausmann vengono spesso nominati come gli inventori del fotomontaggio d'avanguardia, sebbene anche altri dadaisti - fra cui George Grosz, John Heartfield, Wieland Herzfelde - ne avessero rivendicato il merito e la stessa Höch avesse collocato le origini di questa tecnica nella cultura e nell'arte popolare.

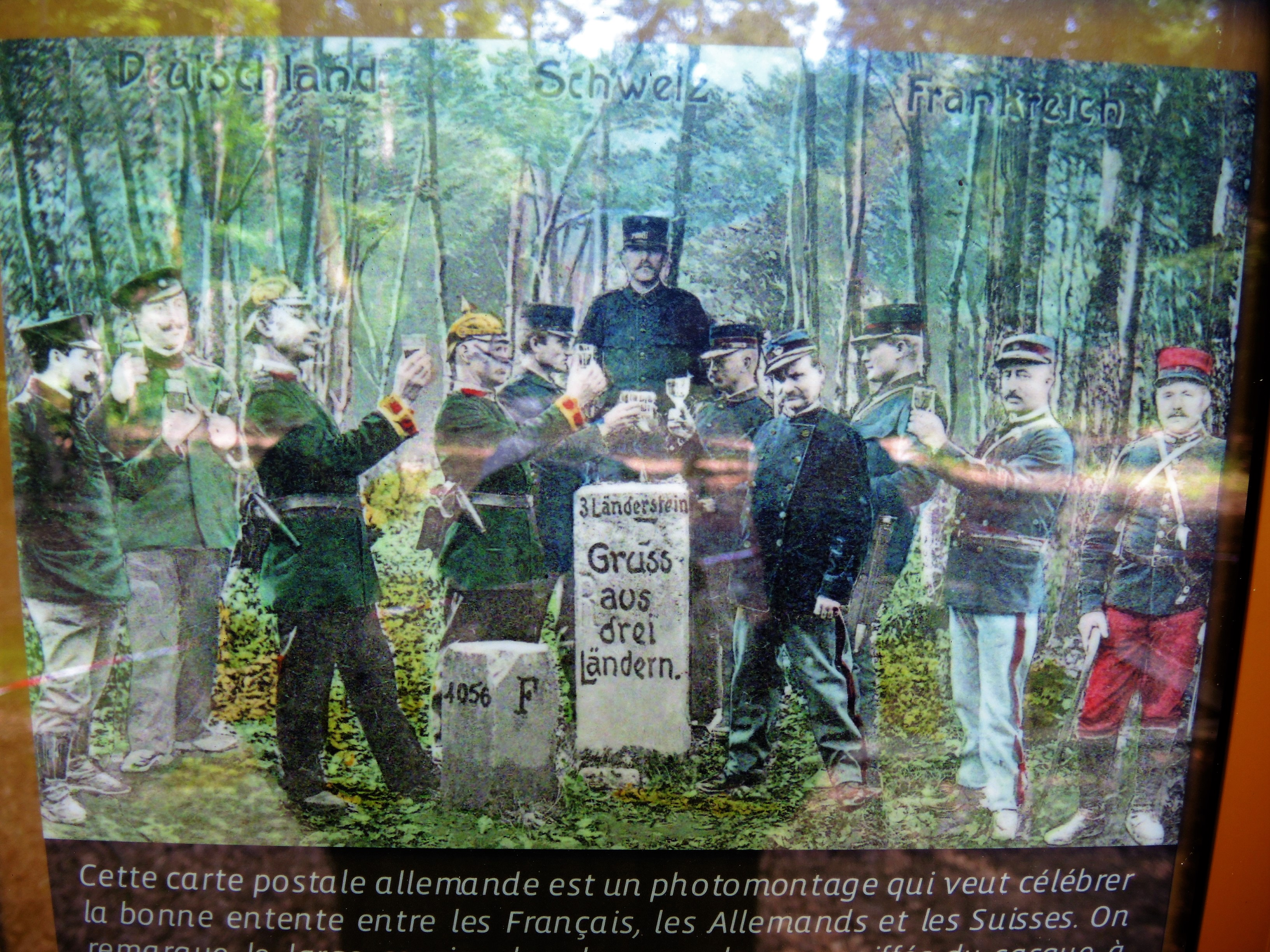
Fotomontaggio dei doganieri di tre paesi su una vecchia cartolina postale tedesca

Il termine Fotomontage usato dai dadaisti - e non collage o papier collé con cui venivano definite le opere dei cubisti, da cui essi volevano distinguersi - era associato al verbo tedesco montleren (assemblare o adattare), per descrivere l'atto di combinare fotografie e parti tipografiche solitamente provenienti da ritagli di riviste illustrate del tempo: i dadaisti si consideravano "ingegneri" e "montatori", lavoratori più che "artisti".

Hannah Höch per definire il suo lavoro inizialmente usò il termine Klebebild (immagine incollata) o Klebezeichnung (disegno incollato), ma in seguito e per tutta la sua vita si servì solo della parola Fotomontage, anche quando questo termine, ad esempio nelle opere dei costruttivisti russi o dei surrealisti, assunse un significato più ristretto, riferito alla fotografia finale e d'insieme di un collage di immagini precedentemente assemblate, o alla manipolazione dei negativi in camera oscura. A queste tecniche l'artista non fece mai ricorso e come molti dei suoi colleghi dadaisti preferì “l'evidenza del taglio manuale, alla creazione di un'immagine senza soluzione di continuità o alla produzione di massa di immagini”. L'uso di carta, forbici e colla sostituì la tavolozza; "l'inutile, lo scarto, l'intera spazzatura della civiltà" scelti come materiale per realizzare le loro opere, esprimevano il disprezzo dei dadaisti per l'arte consolidata, sorretto da un impegno socialmente critico.

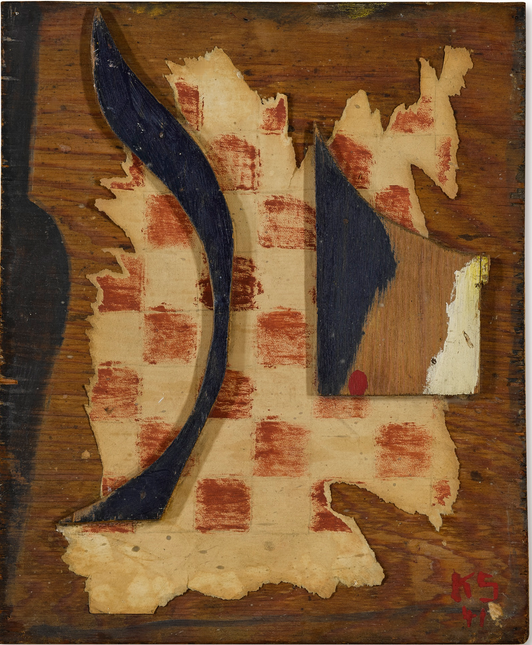
Kurt Schwitters, Senza titolo (Das Schachbild, Scacchi, 1941). Collage, olio carta e legno su compensato

I fotomontaggi di Höch differivano anche nella loro progettazione da quelli dei surrealisti, come ad esempio quelli di Max Ernst; mentre le immagini create da quest'ultimo, anche se davano vita a corpi bizzarri, creature ibride e fantastiche, mantenevano un aspetto reale, grazie alla continuità di scala o di colore, i fotomontaggi dell'artista tedesca erano estremamente frammentari, per lo più di proporzioni e colori diversi, e minavano costantemente la percezione iniziale dello spettatore.
I primi fotomontaggi di Höch - ispirati, come quelli dei suoi colleghi Raoul Hausmann e John Heartfield all'estetica dada, di cui è simbolo l'opera con cui è maggiormente conosciuta, Taglio con il coltello da cucina Dada (1919-1920) - furono principalmente politici: "il fotomontaggio era l'estetica della liberazione, della rivoluzione, della protesta".
Ma ben presto i suoi intenti andarono oltre: secondo Haakenson, Höch con i suoi fotomontaggi avrebbe inteso sfidare la "percezione visiva immediata", considerata illusoria, mettendo in discussione le presunte verità di genere, razza e sesso e le loro rappresentazioni fotografiche. Nella serie di collage Aus einem ethnographischen Museum, ad esempio, l'artista avrebbe preso di mira la "certezza ottica" della scienza moderna, l'enfasi occidentale sui "marcatori visivi della differenza evolutiva", usando le potenzialità del fotomontaggio per destabilizzare la fede nell'oggettività scientifica affidata alle fotografie e al loro uso da parte degli etnologi del periodo, i quali sostenevano l'inferiorità razziale attraverso "prove" visive basate sul colore della pelle, sulla forma e sulla dimensione dei corpi.
La giustapposizione attuata da Höch di immagini di uomini "primitivi" con la "donna nuova" tedesca avrebbe svolto un ruolo provocatorio e nello stesso tempo di "riorientamento percettivo" dello spettatore. Il ricorso, da parte dell'artista, di forme e colori contrastanti, di sfumature di bianco e nero, o di piedistalli su cui posare gli oggetti creati nei collage, sarebbe servito inoltre a contrassegnare visivamente gli interventi di assemblaggio, rendendo esplicita allo spettatore l'attività di manipolazione, così come la ripetuta presenza di un occhio, spesso non corrispondente all'altro, caratteristica di molte delle sue opere, avrebbe avuto il fine di sottolineare l'artificiosità di fotografie e immagini dei mass media, indicando il campo circoscritto delle loro rappresentazioni.
Maud Lavin ha individuato l'uso peculiare del fotomontaggio da parte di Höch, soprattutto nelle opere degli anni venti, nella decostruzione e nella critica dei cliché del tempo legati alla rappresentazione del genere femminile, in particolare della "donna nuova", un intento che l'avrebbe distinta dagli altri dadaisti, ad esempio dalle immagini misogine di George Grosz delle prostitute. I suoi fotomontaggi avrebbero rappresentato una sorta di "controparte femminile di Dada".
Per Peter Boswell la caratteristica dei fotomontaggi di Höch - da lui ritenuti il principale e più significativo veicolo della sua arte, intrapreso con l'iniziale impulso di sovvertire l'apparente "realtà" della fotografia - risiederebbe nella loro "complessa interazione tra pubblico e privato"; i ritagli di immagini e testi provenienti da riviste del tempo di cui si servì largamente, potrebbero indurre lo spettatore a stabilire un legame delle sue opere con i temi dell'attualità, con questioni pubbliche, mentre i collage che ne risultano rappresentano anche stati d'animo e reazioni personali, ci raccontano "com'era essere una donna e un'artista durante i tempi in cui ha vissuto".

## "Donna nuova" e relazioni di genere
Negli anni venti il tema della rappresentazione femminile, della "donna nuova" e delle relazioni di genere divenne centrale nelle opere di Höch. Le immagini dei suoi collage, comprese quelle femminili, provenivano da ritagli di riviste illustrate, di cui l'artista problematizzava con ironia gli stereotipi. Nella sua opera più famosa, Taglio con il coltello da cucina Dada, Höch espresse il suo ottimismo sul ruolo positivo delle donne nella Germania moderna, messo in relazione agli ideali rivoluzionari.

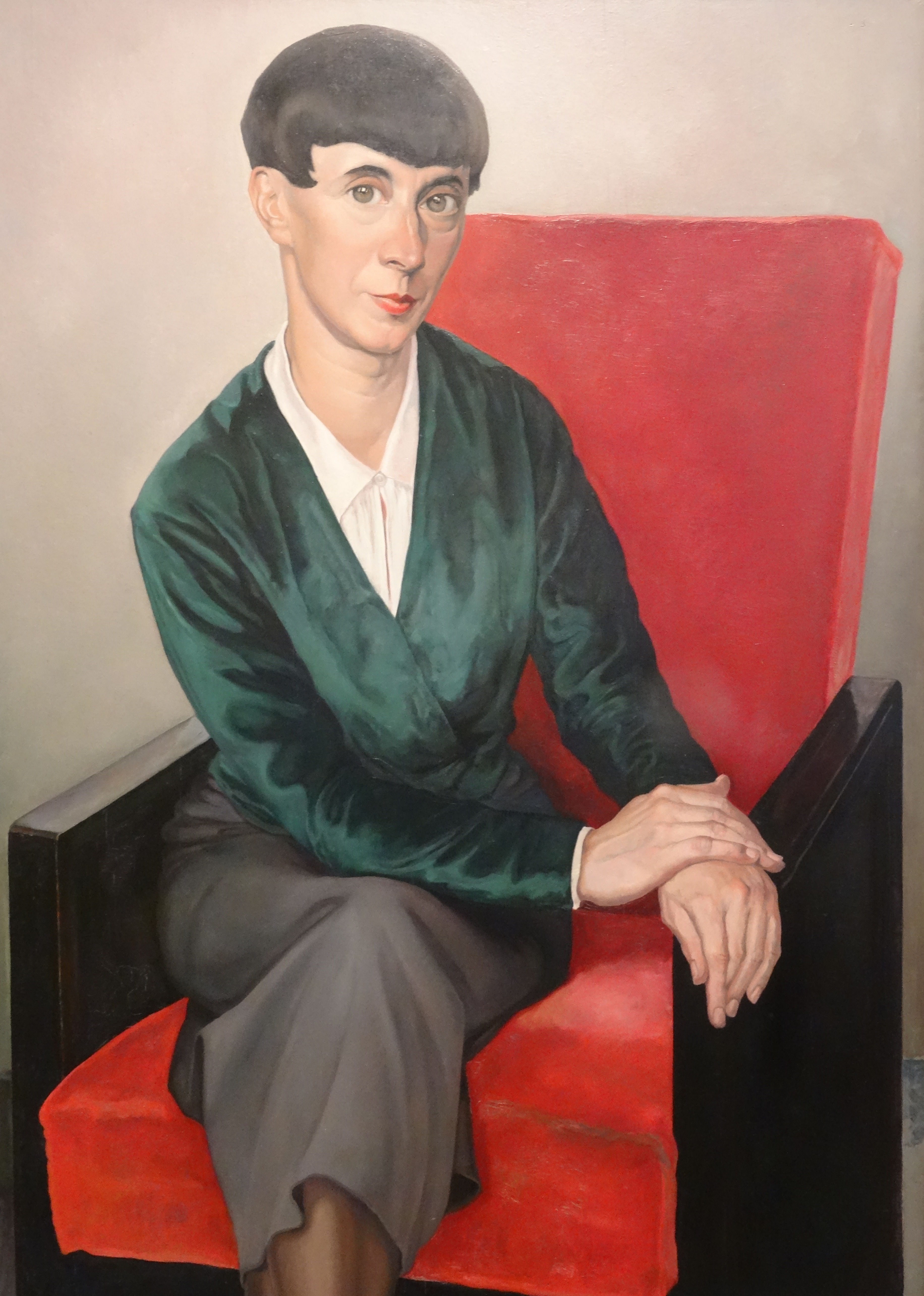
Ritratto di Hannah Höch di Chris Lebeau (1933)

In altre opere successive prevalse invece un senso di sconforto e di disincanto, derivato dalla progressiva consapevolezza dell'illusoria emancipazione della "donna nuova" e delle disattese promesse di uguaglianza contenute nella Costituzione della Repubblica di Weimar. Un esempio di questa disillusione sarebbe rappresentato dal fotomontaggio senza titolo del 1921, in cui il volto sorridente di Claudia Powlowa, una ballerina russa in tournée in Germania con il balletto di San Pietroburgo, la cui fotografia era stata ritagliata dall'artista dalla rivista Die Dame, venne sostituito con un altro dall'espressione pensierosa e malinconica, posto sullo sfondo ricavato da un frammento di cartamodello. A destra della ballerina, in verticale, comparivano motori di automobili e una serie di cuscinetti a sfera fuoriusciti da una custodia recante le abbreviazioni "Deu", "Waf" e "Muni" (Deutsche, Waffen e Munitionen), un riferimento all'industria tedesca delle munizioni, mentre in basso a destra erano allineati degli oggetti domestici. Il tutto, sotto lo sguardo di un uomo stagliato a metà del bordo, con il dito puntato e uno scarabeo sulla testa.
Dall'inizio della sua relazione con la scrittrice olandese Til Brugman, nei fotomontaggi che affrontavano il tema delle relazioni di genere si registrò un cambiamento: la comparsa di coppie dello stesso sesso, come in Vagabunden (Vagabonde) del 1926, "una narrazione implicita di due donne che viaggiano insieme, una in abiti sportivi e l'altra, più pesante, in combinazioni di abbigliamento maschile e femminile, costume e nudità" e in Auf dem Weg zum siebenden Himmel (Sulla via del settimo cielo, 1934), che riprendeva le bambole dada esposte alla mostra del 1920. Anche nella serie Liebe, iniziata nel 1923 e a cui l'artista lavorò fino al 193, si nota la novità della rappresentazione dell'amore omosessuale.
L'androginia, una questione dibattuta nella stampa popolare dell'età di Weimar, sollecitata dalle rappresentazioni della "donna nuova" diffuse nei mass media, divenne un altro tema delle opere di Höch, diversa dal mescolamento parodistico di teste maschili con corpi femminili che caratterizzò la fase dadaista; ora l'uso dell'ibridismo conteneva una forte critica alla rigida distinzione dei generi, agli stereotipi uomo-donna. Ne sono un esempio Equilibre (Equilibrio, 1925), Dompteuse (Domatore, c. 1930) e Die starken Männer (Gli uomini forti, 1931); in quest'ultimo, al centro del profilo virile del corpo del campione mondiale di boxe Max Schmeling in posa atletica, ritagliata da un numero di Der Querschnitt del 1929, si trova incollato un volto per metà maschile e metà femminile connotato da un'espressione dubbiosa, che rende quasi macchiettistico l'esibito corpo maschile.

## Opere (selezione)
Opere principali. Immagini
 Link esterni
- Schnitt mit dem Küchenmesser Dada (Taglio con il coltello da cucina Dada) 1919
- Das schöne Mädchen (La bella ragazza) 1920
- Die Süße (La Dolce) c 1926
- Mutter (Madre) 1930
- Marlene 1930
- Totentanz I (Danza della morte I) 1943

### Taglio con il coltello da cucina Dada(1919-1920)
Schnitt mit dem Küchenmesser Dada durch die letzte Weimarer Bierbauch-Kulturepoche Deutschlands (114 x 90 cm) è uno dei fotomontaggi più famosi e di ampie dimensioni di Höch, uno "zoo brulicante e fantasmagorico" nel quale l'artista esprime la sua critica al militarismo e ai politici del governo di Weimar.
Il "coltello da cucina Dada" taglia l'opera in due sezioni, separando i "non dada" - rappresentanti dell'ex impero, dell'esercito e del governo della Repubblica di Weimar, fra cui l'imperatore Guglielmo II e il generale Paul von Hindenburg, la cui testa è posta sul corpo di una danzatrice del ventre - collocati nella parte alta del collage, dai "dada", artisti come George Grosz, Raoul Hausmann, ed esponenti comunisti come Lenin, Marx e il leader comunista assassinato Karl Liebnecht che arringa la folla ad unirsi a dada. Nonostante gli uomini siano la maggioranza, sono i personaggi femminili che "animano l'opera sia formalmente che concettualmente"; lo stesso titolo, nel riferimento a un "coltello da cucina", alluderebbe al lavoro delle donne, e alla capacità loro attribuita di colpire la cultura borghese e patriarcale: "le donne taglieranno la cultura rappresentata da Weimar che beve birra". Esse sono ritratte per lo più come figure in movimento, agili ed energiche; molte immagini femminili costituiscono una celebrazione delle donne famose del tempo, come la pittrice Käthe Kollwitz, da poco nominata prima professoressa donna presso l'Accademia delle arti prussiane, le ballerine Niddy Impekoven e Pola Negri, l'attrice danese Asta Nielsen, la poetessa Elsa Lasker-Schuler, simboli di emancipazione e libertà femminile. In basso a destra del collage vi è il ritaglio di una cartina geografica che indica i paesi dell'Europa in cui le donne hanno conquistato il diritto di voto (inclusa la Germania, dove le donne potevano votare dal 1919), vicino al quale Höch ha posto un suo autoritratto.

### Das schöne Mädchen(La bella ragazza,1920)
Al centro del collage si trova donna in costume di bagno, con le gambe nude incrociate; seduta su una trave, ha una lampadina al posto della testa ed è circondata da loghi colorati della BMW, da ingranaggi e macchinari, celebrazione e insieme satira dell'estetica della macchina, emblema della modernità. Sulla sommità si vede un'altra testa di donna, senza volto, messa in risalto dalla sagoma della pettinatura, da cui fuoriesce una mano con un orologio da taschino, simbolo del taylorismo, mentre una terza testa femminile, con un occhio da gatto e l'altro che fissa lo spettatore, è posta in alto a destra del collage. In basso a sinistra, attraverso uno pneumatico, si intravede un pugile nero dalla faccia tagliata e le braccia rigide, simile ad un automa. Secondo Makela questo collage segnerebbe un cambiamento della posizione di Höch nei confronti della tecnologia, fino a prima giudicata positivamente; gli elementi che la richiamano acquisterebbero in quest'opera una valenza non liberatoria ma costrittiva. Questo collage, di 35 x 29 cm, è posseduto da una collezione privata ad Amburgo.

### Der Vader (Il Padre, 1920)
Hannah Höch,in modo provocatorio, ci presenta un uomo dall'espressione seria, vestito in abiti femminili e tacchi, che tiene in braccio un bambino. Questa immagine centrale è un invito a riflettere sui ruoli di genere imposti dalla società. L'artista, intende trasmettere il messaggio che non esistono ruoli fissi per uomini e donne. L'opera è un collage di elementi disparati: ballerine, atleti, frammenti di macchine e numeri e scritte inserite in modo casuale nell’opera per dare la sensazione di caos che potrebbe riferirsi alla stupore allo sentire di un'opinione molto rara nei anni ‘20, dove in Germania era da poco stato emesso il diritto di voto per le donne.
I colori sono beige e nero e bianco, colori che si usavano al tempo per la carta dei giornali, da dove le parti di questo collage sono state ritagliate e posizionate in modo per dare l’impressione di confusione insieme a questo vengono ritagliati anche dettagli da immagine e posizionate sopra un'altra (bocca, occhi, etc) 

### Serie del Museo Etnogradico(1924–1930)
Höch lavorò a questa serie, costituita da 17 fotomontaggi, tra il 1924 e il 1930, ispirandosi agli oggetti tribali e ai manufatti appartenenti a culture africane, asiatiche, oceaniche, con i quali venne a contatto durante le sue visite ai musei etnografici di Leida e Berlino. Queste raccolte etnografiche rappresentavano per gran parte il bottino di conquista portato in Germania dai territori africani e oceanici negli anni '80 dell'Ottocento, durante il periodo della colonizzazione tedesca. Nei fotomontaggi la maggior parte delle immagini - provenienti dalla rivista Der Querschnitt, che pubblicava occasionalmente articoli di storici ed etnografi sulla vita e l'arte tribale - venne rimossa dall'originario contesto rituale, scientifico o divulgativo, per essere assemblata in modo stridente con immagini della Donna Nuova apparse in altre riviste illustrate tedesche. La maggior parte dei soggetti - 14 su 17 - si riferiva a figure femminili; la tecnica usata era quella di sagomare le immagini su quadrati o rettangoli incorniciati, o di collocarle su piedistalli, quasi per suggerire la loro avvenuta categorizzazione ed estetizzazione, privandole in questo modo di una funzione attiva.
Maud Lavin ha sostenuto che in questa serie Höch non fu particolarmente critica nei confronti degli atteggiamenti degli antropologi del periodo, anche se in essa implicitamente si coglie un giudizio negativo nei confronti delle idee razziste e colonialiste.

#### Die Süße (c. 1926)
In Die Süße (La dolce), un fotomontaggio realizzato intorno al 1926, vengono assemblati elementi maschili e femminili: una maschera dell'ex Congo francese e il corpo maschile di un idolo della tribù dei Bushong, con un occhio, delle labbra dipinte, delle lunghe gambe e dei piedi esili dentro un paio di scarpe dai tacchi alti, i moderni cliché della sessualità femminile.

#### Mutter (1930)
Mutter si basa sulla foto di una donna proletaria incinta, cui era stata aggiunta sulla sommità l'immagine del cadavere di un bambino soldato, creata dell'artista dada John Heartfield e pubblicata sulla rivista antifascista Arbeiter Illustrierte Zeitung l'8 marzo 1930. Il titolo del fotomontaggio, Zwangslieferantin von Menschenmaterial (Fornitrice forzata di materiale umano), rappresentava una denuncia all'uso del corpo femminile come macchina di produzione di soldati e di operai destinati alla morte. Höch intervenne su quest'opera togliendo il cadavere del bambino, tagliando il busto della donna e coprendole il volto con una maschera dei nativi americani Kwakuti, a cui aggiunse l'occhio truccato e seducente di una Weimar Neue Frau ("donna nuova di Weimar"). Le interpretazioni di questo fotomontaggio sono diverse: critica dell'autrice all'articolo 218 del codice penale che vietava l'aborto in Germania; denuncia della maternità come destino biologico femminile (maschera tribale primitiva), a cui verrebbe contrapposta la "donna nuova" indipendente; uso della distanza come tecnica e strumento politico: il corpo femminile viene decontestualizzato attraverso la sovrapposizione (maschera e occhio) e taglio di elementi (pancia e cadavere), allontanandolo dalle rappresentazioni del suo stato generativo per far riflettere "sulla sua costitutiva artificiosità"; uso degli oggetti tribali allo scopo di criticare le rappresentazioni di genere europee, senza prendere di mira gli atteggiamenti etnografici contemporanei; rifiuto, da parte dell'autrice, dell'immagine della Nuova Donna o della figura del non europeo, attraverso la produzione di un corpo ibrido o mostruoso.

### Marlene(1930)
Nell'acquerello e collage ispirato a Marlene Dietrich, icona dell'ambiguità sessuale, due uomini nell'angolo inferiore destro guardano dal basso verso l'alto un paio di gambe con calze e tacchi alti, simbolo della sessualità, collocate su un piedistallo, simbolo della tradizione. Frontalmente si dispiega come un ventaglio la scritta "Marlene", mentre nell'angolo in alto a destra si vede una porzione di viso femminile in cui risaltano delle labbra rosse. Secondo Lavin, chi guarda il collage può scegliere se confrontarsi con il nome e parti del corpo frammentate come oggetti del desiderio femminile, e/o identificarsi con lo sguardo di desiderio eterosessuale maschile.

### SerieNotzeiteTotentanz(1941-1943)
Nei primi anni quaranta Höch eseguì due serie, Notzeit (1941) e Totentanz (1943), nelle quali espresse l'orrore della guerra. La prima, principalmente ad acquerello e matita, è composta da tre opere, intitolate Totentanz I, Totentanz II, Totentanz III, in cui sono rappresentate figure prive di lineamenti distintivi, in toni di grigio, che attraversano aridi paesaggi. La serie Notzeit, composta di due opere, in bianco e nero, mostra le figure che camminano attraverso un cimitero, e una fila di persone che sale verso il cielo.

## Mostre

### Mostre personali
- 1929. Kunsthuis de Bron, The Hague

Rotterdamische Kring, Rotterdam
Kunstzaal Van Lier, Amsterdam
- 1934. Fotomontazi; Brno, Czechoslovakia

Fotomontage van Hannah Höch; Kunstzaal d’Audretsch, The Hague
- 1945. Galerie Gerd Rosen, Berlino

Museum of Modern Art, New York
- 1957. Hannah Höch, Collagen; Galerie Gerd Rosen, Berlino
- 1959. Hannah Höch, Collagen, 1956–1959; Galerie Gerd Rosen, Berlino
- 1961. Hannah Höch: Bilder, Collagen, Aquarelle 1918–1961, Galerie Nierendorf, Berlino
- 1964. Hannah Höch; Galerie Nierendorf, Berlin
- 1971. Hannah Höch: Collagen aus den Jahren 1916–1971, Akademie der Ku¨ nst, Berlin
- 1974. Hannah Höch, National Museum of Modern Art, Kyoto
- 1976. Retrospective Exhibition; Musée d’Art Moderne de la Ville de Paris e the Nationalgalerie Berlin, Staatliche Museen Preussischer Kulturbesitz, Berlin

Hannah Höch; Muzeum Sztuki w Lodzi, Lodz, Poland

#### Postume
- 1980. Hannah Höch zum neunzigsten Geburtstag: Gema¨lde, Collagen, Aquarelle, Zeichnungen, Galerie Nierendorf, Berlin
- 1983. Hannah Höch, 1889–1978: Oil Paintings and Works on Paper, Fischer Fine Art Limited, London
- 1984. Hannah Höch, 1889–1978, L.A. Louver Gallery, Venice, California
- 1984. Collagene, Hannah Höch, 1889–1978, Institut für Auslandsbeziehungen, Stuttgart
- 1990. Hannah Höch, 1889–1978: ihr Werk, ihr Leben, ihre Freunde, Berlinische Galerie, Berlin
- 1993. Hannah Höch: Gotha 1889–1978, Berlin; Museen der Stadt Gotha, Gotha[160]
- 1997. The photomontages of Hannah Höch, The Walker Art Center, The Museum of Modern Art, and the Los Angeles County Museum of Art, Minneapolis, New York City, Los Angeles
- 2007-2008. Hannah Höch – Aller Anfang ist DADA, (Ogni inizio è DADA), Tinguely Museum, Basilea; Berlinische Galerie, Berlino
- 2014. Hannah Höch, Whitechapel Gallery, Londra.[161]
- 2015. Vorhang auf für Hannah Höch (Su il sipario per Hannah Höch), Kunsthaus Stade, Stade, Germania (7 Novembre-21cFebbraio)
- 2016. Hannah Höch. Revolutionärin der Kunst, Kunsthalle, Mannheim
- 2017. Hannah Höch. Auf der Suche nach der versteckten Schönheit, (Alla ricerca della bellezza nascosta), Galerie und Verlag St. Gertrude, Hamburg (20 aprile-16 giugno)
- 2022. Hannah Höch. Abermillionen Anschauungen, Bröhan-Museum, Berlin (11 giugno-4 settembre)

### Mostre collettive
- 1919. Erste Berlin Dada Ausstellung, Graphischen Kabinett of I.B. Neumann, Berlin
- 1920. Novembergruppe Exhibition, Berlin

Erste Internationale Dada-Messe, Otto Burchard’s, Berlin
- 1921. Novembergruppe Exhibition, Berlin

Grotesken; Berlin Secession, BerlinAnti-Dada-Merz-Tournee, Prague
- 1922. Novembergruppe Exhibition, Berlin

Grotto for Merzbau, Hannover
- 1923. Novembergruppe Exhibition, Berlin

Juryfreie Kunstaustellung; Berlin
Grotto for Merzbau, Hannover
- 1924. Allgemeine Deutsche Kunstausstellung; traveling in the Soviet Union
- 1925. Deutsche Kunstgemeinschaft; Berlin Stadtschloss, Berlin Juryfreie Kunstaustellung; Berlin
- 1926. Novembergruppe Exhibition, Berlin

Deutsche Kunstgemeinschaft; Berlin Stadtschloss, Berlin
- 1928. Onafhankelijken Group Exhibition; The Hague

Kölnischen Kunstverein; Essen, Germany, and traveling
- 1930 Grosse Berliner Kunstaustellung; Berlin

Novembergruppe Exhibition, Berlin
- 1931 Fotomontage exhibition; Staatliche Kunstbibliothek, Berlin

Frauen in Not; Haus der Juryfreien, Berlin
Grosse Berliner Kunstaustellung; Berlin
- 1932 Exposition Internationale de la Photographie; Palais des Beaux Arts, Brussels

Collage Exhibition; Philadelphia Museum of Art, Philadelphia, Pennsylvania
- 1933 Exposition Internationale de la Photographie; Palais des Beaux Arts, Brussels
- 1980 Conrad Felixmu¨ller and Hannah Höch; Berlinische Galerie, Berlin
- 1994 Three Berlin Artists of the Weimar Era: Hannah Ho¨ch, Ka¨the Kollwitz, Jeanne Mammen; Des Moines Art Center, Des Moines, Iowa, and traveling

### Cataloghi delle mostre
- (EN) Dawn Ades, Butler Emily, Daniel F. Herrmann (a cura di), Hannah Höch [Catalogue published on the occasion of the exhibition: Hannah Höch, Whitechapel Gallery, London, 14 January-23 March 2014], London, Prestel Whitechapel Gallery, 2014, ISBN 9783791388533, OCLC 1314905962.
- Gotz Adriani, Collage Hannah Hoch : 1889-1978 [Catalogo della mostra tenuta a Stoccarda], traduzione di Simonetta Venuti, Stoccarda, Institut für Auslandsbeziehungen, 1984, OCLC 1001566012.
- (ES, EN) Juan Vicente Aliaga (a cura di), Hannah Höch (1889-1978) [Catalogue of an exhibition held at Museo Nacional Centro de Arte Reina Sofía (Madrid), 20 Jan. - 11 Apr. 2004], Madrid, Museo Nacional Centro de Arte Reina Sofía, 2004, ISBN 9788480034326, OCLC 501329421.
- (FR, DE) Barbara Dieterich, Peter Krieger (a cura di), Hannah Höch : collages, peintures, aquarelles, gouaches, dessins : ARC 2, Musée d'art moderne de la ville de Paris, 30 gennaio-7 marzo 1976, Nationalgalerie Berlin, Staatl. Museo Preuss. Kulturbesitz, 24. März-9. maggio 1976, Berlin, Mann, 1976, OCLC 3540239.
- (DE) Inge Herold, Karoline Hille (a cura di), Hannah Hoch. Revolutionärin der Kunst : das Werk nach 1945, Berlin, Braus, 2016, OCLC 929992897.
- (EN) Maria Makela, Peter Boswell (a cura di), The photomontages of Hannah Höch, Minneapolis, Walker Art Center, 1996, ISBN 0935640525, OCLC 959136454.
- (DE) Guido Magnaguagno (a cura di), Hannah Höch - Aller Anfang ist DADA! : diese Publikation erscheint als Addendum zum Katalog anlässlich der Ausstellung Hannah Höch - Aller Anfang ist DADA! ; Museum Tinguely, Basel 16.01. - 04.05.2008, Basel, Museum Tinguely, 2008, OCLC 316036705.
- (DE) Sebastian Möllers (a cura di), Vorhang auf für Hannah Höch : [Kunsthaus Stade, 7.11.2015-21.2.2016], Petersberg, Michael Imhof, 2015, OCLC 938799045.
- (EN) Louise R. Noun, Three Berlin artists of the Weimar Era : Hannah Höch, Käthe Kollwitz, Jeanne Mammen, [publ. in conjunction with the exhibition ... presented at the Des Moines Art Center, April 23 - July 17, 1994 and Galerie St. Etienne, New York, September 12 - November 5, 1994], Des Moines, Iowa, 1994, OCLC 844938087.
- (DE) Kamen Pawlow (a cura di), Hannah Höch : Gotha 1889-1978 Berlin : [Ausstellung] Museen der Stadt Gotha/Ausstellungshalle auf Schloss Friedenstein, 7. August bis 7. November 1993, Gotha, Museen der Stadt, 1993, OCLC 611028051.
- (EN) Helen Serger, Hannah Höch 1889-1978: oil paintings and works on paper [October 15 throught December 1983], New York, Helen Serger La Boetie Inc., 1983, OCLC 1073748432.
- (DE) Cornelia Thater-Schulz, Armin Schulz (a cura di), Hannah Hoch, 1889-1978: ihr Werk, ihr Leben, ihre Freunde, [Catalogo della mostra svoltasi in collaborazione con il Museumspädagogischer Dienst Berlin dal 25 novembre 1989 al 14 gennaio 1990 alla Berlinische Galerie], Berlin, Berlinische Galerie, 1989, OCLC 756979555.

### Altre letture
- (DE) Jula Dech, Ellen Maurer (a cura di), Da-da-zwischen-Reden zu Hannah Höch, [Atti del Convegno Hannah-Höch organizzato dalla Hochschule der Künste e tenutosi presso l'Akademie der Künste, Berlino, dal 16 al 19 novembre 1989], Berlin, Orlanda-Frauenverlag, 1991, ISBN 9783922166412.
- (DE) Heinz Ohff, Hannah Höch, Berlin, Bezirksamt Reinickendorf, 1968, OCLC 251684743.
- (DE) Cara Schweitzer, Schrankenlose Freiheit für Hannah Höch das Leben einer Künstlerin : 1889 - 1978, Berlin, Osburg Verlag, 2011, OCLC 756591419.
- (DE) Cornelia Thater-Schulz (a cura di), Hannah Höch, eine Lebenscollage, 3 voll., Berlin, Berlinische Galerie; Argon, 1989-2001, OCLC 976503312.

### Documentari
- (EN) Daniel F. Herrmann, Introduction to Hannah Höch, Whitechapel Gallery, 20 gennaio 2014.
- (EN) Juliana Kreinik, Steven Zucker, Beth Harris, Hannah Höch, Cut with the Kitchen Knife—Dada and political chaos, Berlin in 1919, Smarthistory.

### Archivi
- (DE) Nachlass Hannah Höch, su berlinischegalerie.de, Berlinische Galerie.
- (EN) The International Dada Archive. Hannah Höch, su dada.lib.uiowa.edu, University of Iowa.